# Sassari
Sassari (AFI: /ˈsassari/, , toponimo in italiano e in sassarese, Tàtari in sardo) è un comune italiano di 120 345 abitanti, capoluogo dell'omonima città metropolitana in Sardegna.
Antica capitale del Giudicato di Torres, della repubblica sassarese e poi del Giudicato di Arborea, è sede universitaria, arcivescovile e di sezione distaccata di corte d'appello, seconda città dell'isola per popolazione.
In base alla legge regionale del 4 febbraio 2016, n. 2, ha dato vita assieme ad Alghero alla rete metropolitana del Nord Sardegna, che include anche i comuni di Castelsardo, Porto Torres, Sennori, Sorso, Valledoria e Stintino.

## Geografia fisica

### Territorio

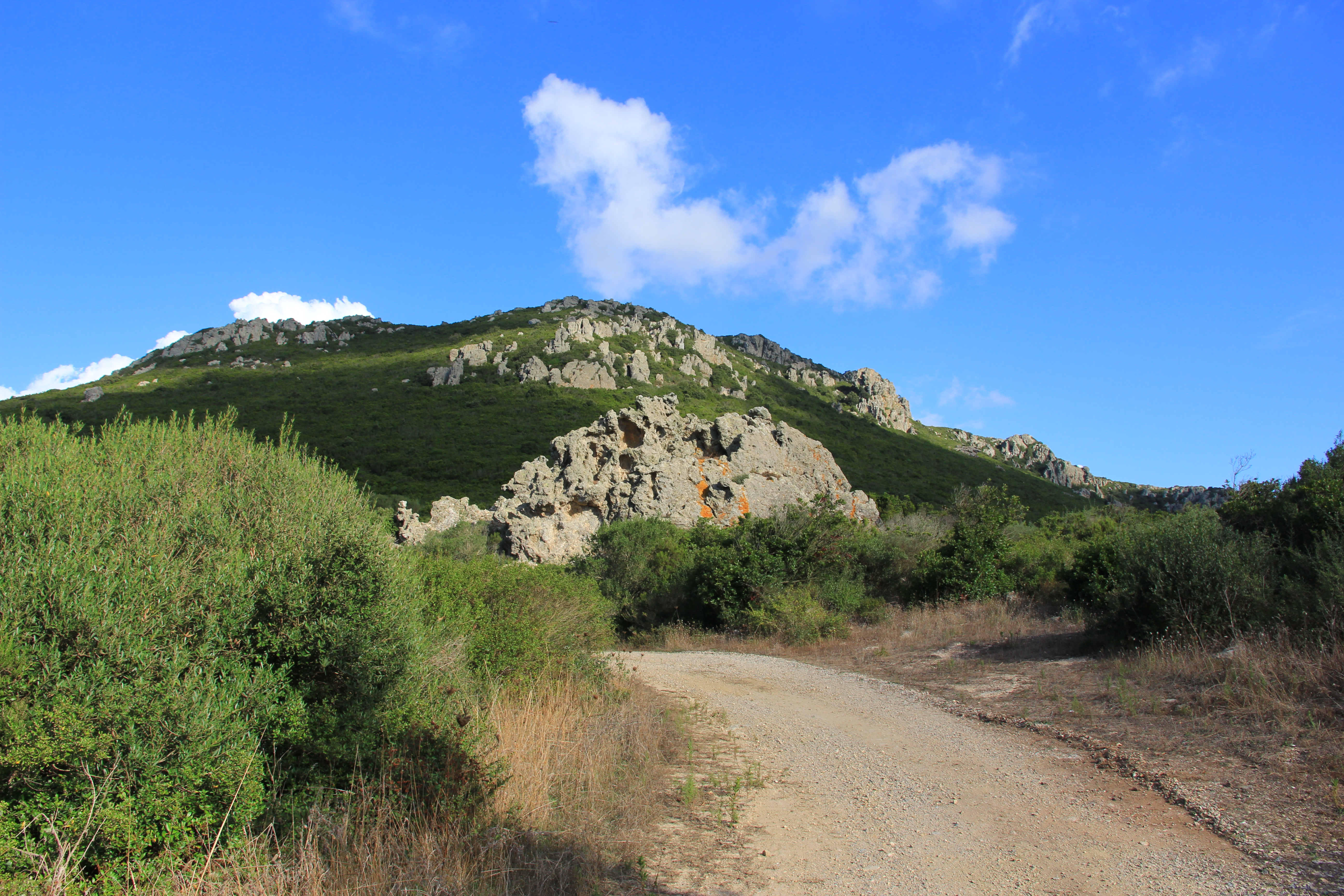
Monte Forte

Sassari è il polo urbano storico del Capo di sopra dell'isola. Con i suoi 546,08 km², è il comune più esteso della regione e il quinto più esteso d'Italia, dopo Roma, Ravenna, Cerignola e Noto. Essa sorge su un tavolato calcareo declinante a nord-ovest verso il golfo dell'Asinara e la pianura della Nurra, mentre a sud-est il terreno è prevalentemente collinare. Il territorio urbano e suburbano è caratterizzato da valli e gole che incidono profondamente l'altopiano su cui è adagiata la città. Coltivazioni ortive, oliveti e boschi circondano il centro urbano e costituiscono l'aspetto paesaggistico peculiare di tutto il settore orientale del territorio comunale.

Appartiene al territorio di Sassari lo scoglio Businco.

### Clima

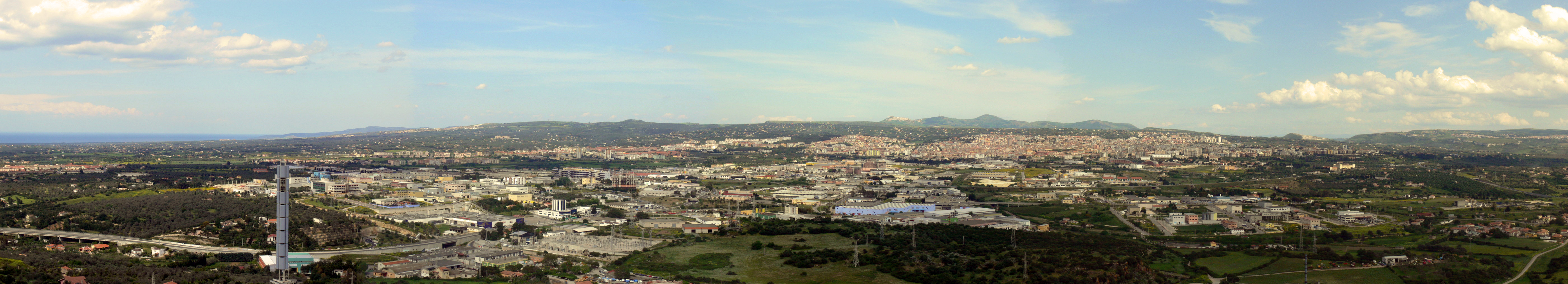
Panorama di Sassari da Monte Oro.

Sassari gode di un clima temperato caldo di tipo mediterraneo. Gli inverni sono relativamente miti e umidi, le estati calde e secche, ma ventilate. Le precipitazioni si concentrano soprattutto nei mesi invernali e autunnali. I dati pluviometrici differiscono a seconda dell'altimetria e della distanza dal mare, la media nel territorio comunale è di 588,2 mm/anno, ma notevoli differenze si riscontrano nelle stazioni localizzate nell'area urbana e in particolare nei quartieri meridionali, fino a un massimo di 647,7 mm/anno presso la stazione meteorologica di Serra Secca, posta a 310 metri sul livello del mare. 
Le nevicate sono sporadiche ma non eccezionali. Le precipitazioni a carattere nevoso si concentrano generalmente nei mesi di gennaio e febbraio. Il clima dell'area di Sassari risulterebbe, secondo la rivista statunitense Weatherwise, tra i 10 più confacenti alla specie umana. Più precisamente viene collocata al 4º posto mondiale, tra le 10 città con il clima più piacevole.
| Sassari             | Mesi | Mesi | Mesi | Mesi | Mesi | Mesi | Mesi | Mesi | Mesi | Mesi | Mesi | Mesi | Stagioni | Stagioni | Stagioni | Stagioni | Anno  |
| Sassari             | Gen  | Feb  | Mar  | Apr  | Mag  | Giu  | Lug  | Ago  | Set  | Ott  | Nov  | Dic  | Inv      | Pri      | Est      | Aut      | Anno  |
| ------------------- | ---- | ---- | ---- | ---- | ---- | ---- | ---- | ---- | ---- | ---- | ---- | ---- | -------- | -------- | -------- | -------- | ----- |
| T. max. media (°C)  | 11,1 | 12,0 | 15,0 | 19,0 | 23,1 | 26,4 | 29,0 | 29,3 | 26,0 | 21,8 | 16,8 | 12,8 | 12,0     | 19,0     | 28,2     | 21,5     | 20,2  |
| T. min. media (°C)  | 5,4  | 5,7  | 7,5  | 10,0 | 13,0 | 16,4 | 19,4 | 19,5 | 17,0 | 14,0 | 10,0 | 6,5  | 5,9      | 10,2     | 18,4     | 13,7     | 12,0  |
| Precipitazioni (mm) | 58,6 | 52,0 | 49,2 | 47,9 | 39,3 | 22,5 | 5,2  | 12,3 | 45,4 | 81,7 | 96,0 | 81,5 | 192,1    | 136,4    | 40,0     | 223,1    | 591,6 |

## Origini del nome

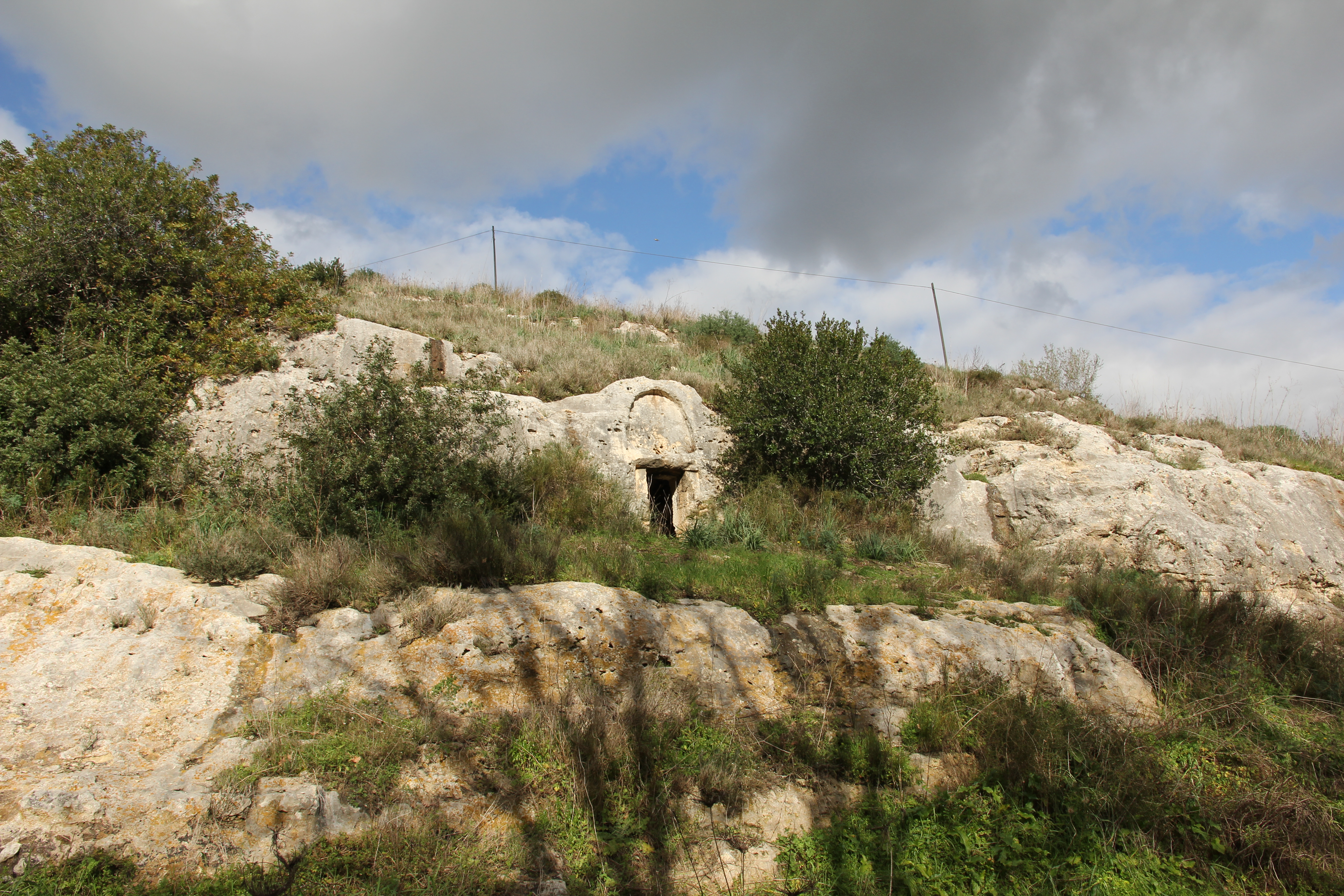
Domus a prospetto architettonico di Molafà, II millennio a.C.

L'origine resta ignota e oggetto di speculazioni accademiche. L'odierno toponimo ricorre dalla metà del XII secolo in diverse forme, fra quali Sassaris, Sassaro, Sasser, Sacer alternato con Thathari, Thathar, Táttari, essendo non raro il passaggio ss-th in sardo. Secondo Massimo Pittau troverebbe riscontro in altre località sarde come Sassareddu (Olbia), Sassara (Genoni), sa Sássara (Tonara), Sassái (Olbia, Silius), Sassalái (Samugheo), Sassalu (Osilo), Sassuni (Sanluri), Satzái (Villagrande Strisaili) e sarebbe traducibile come "ciottoli di fiume" (sássari, sátzari, sátzeri, perda'e sássari, perda'e sassu, sássinu-a) dal sardiano, antecedente al latino saxum. Ciò è confermato dagli insediamenti, in epoca nuragica e prenuragica, nelle valli sassaresi, ricche di sorgenti e corsi d'acqua.

## Storia

### Preistoria e storia antica

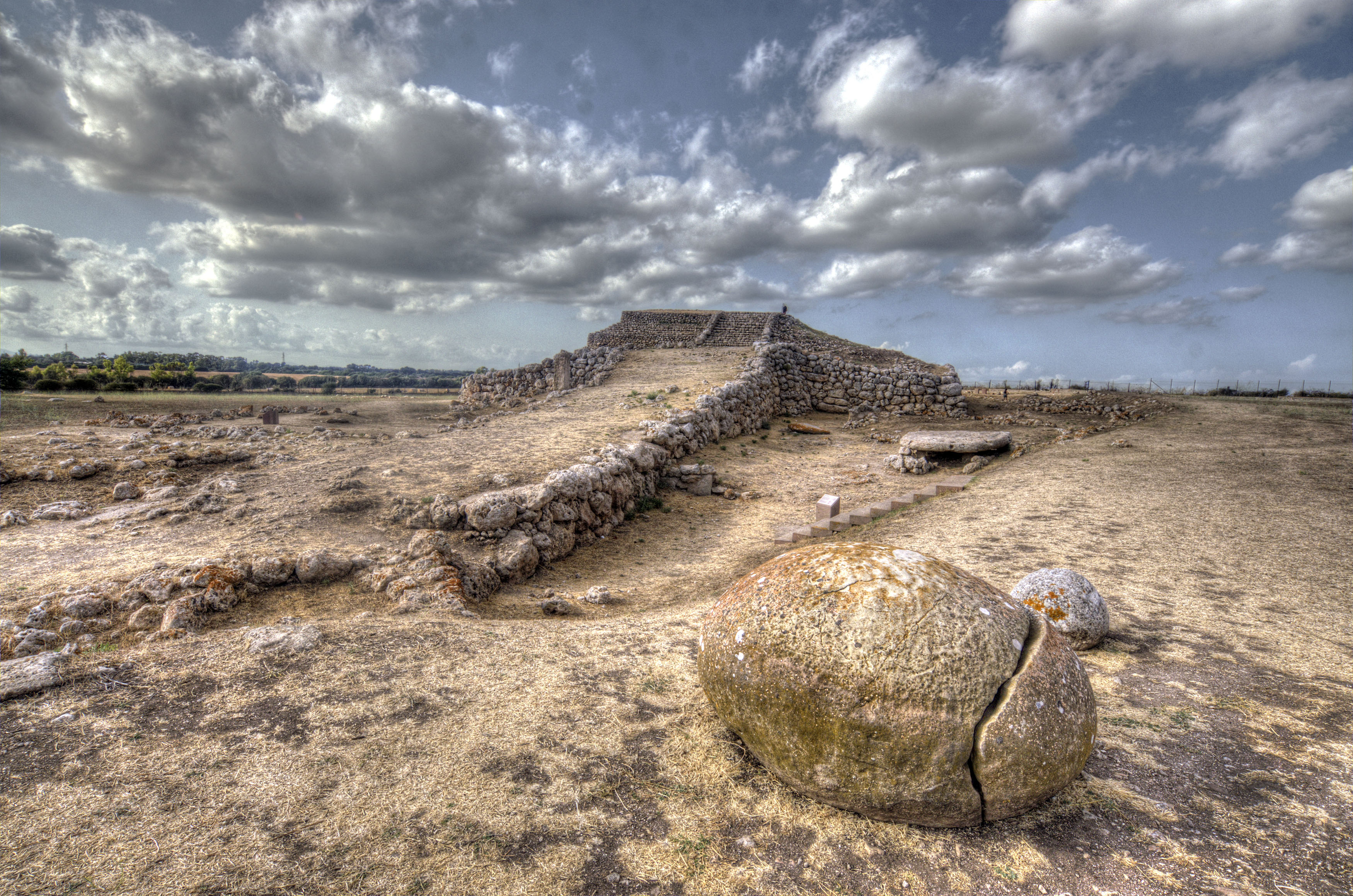
Altare di Monte d'Accoddi

Il territorio di Sassari è abitato dall'uomo sin dal periodo prenuragico come testimoniato dai resti di abitati neolitici, dalle numerose domus de janas, dai menhir e dal dolmen di San Bainzu Arca. Il monumento più importante ed enigmatico di quel periodo è però l'altare megalitico di Monte d'Accoddi, edificato dalle genti della cultura di Ozieri nel IV millennio a.C. e poi restaurato nel millennio successivo dalle popolazioni della cultura di Abealzu-Filigosa, che gli donarono il caratteristico aspetto a gradoni; il sito fu frequentato come luogo di sepoltura fino all'antica età del bronzo (cultura di Bonnanaro), quando era già in rovina, per poi essere abbandonato definitivamente.
Nell'età dei nuraghi il territorio sassarese era fortemente antropizzato come dimostrato dall'alto numero di siti nuragici, più di 150, suddivisi in nuraghi semplici e complessi, villaggi, tombe dei giganti e pozzi sacri. In epoca romana le campagne di Sassari erano costellate da numerose fattorie di proprietà dei latifondisti della colonia di Turris Libisonis, l'odierna Porto Torres. 

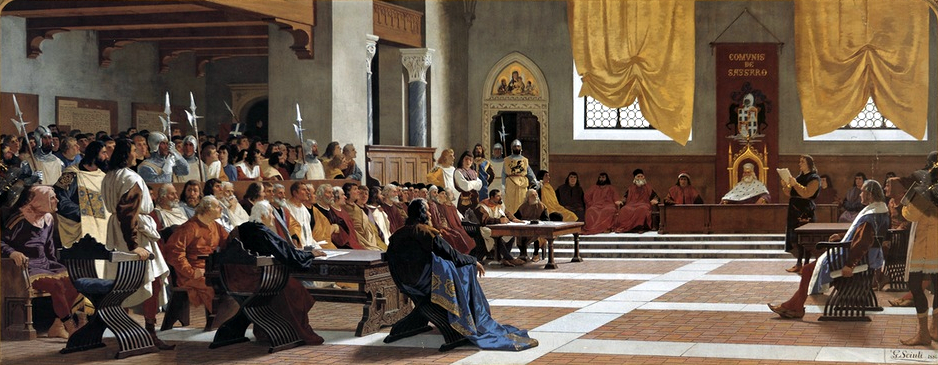
La proclamazione della Repubblica sassarese (Il Consiglio della Repubblica sassarese), di Giuseppe Sciuti, circa 1880. Palazzo della Provincia, Piazza d'Italia, Sassari.

### Le origini della città e il Libero comune

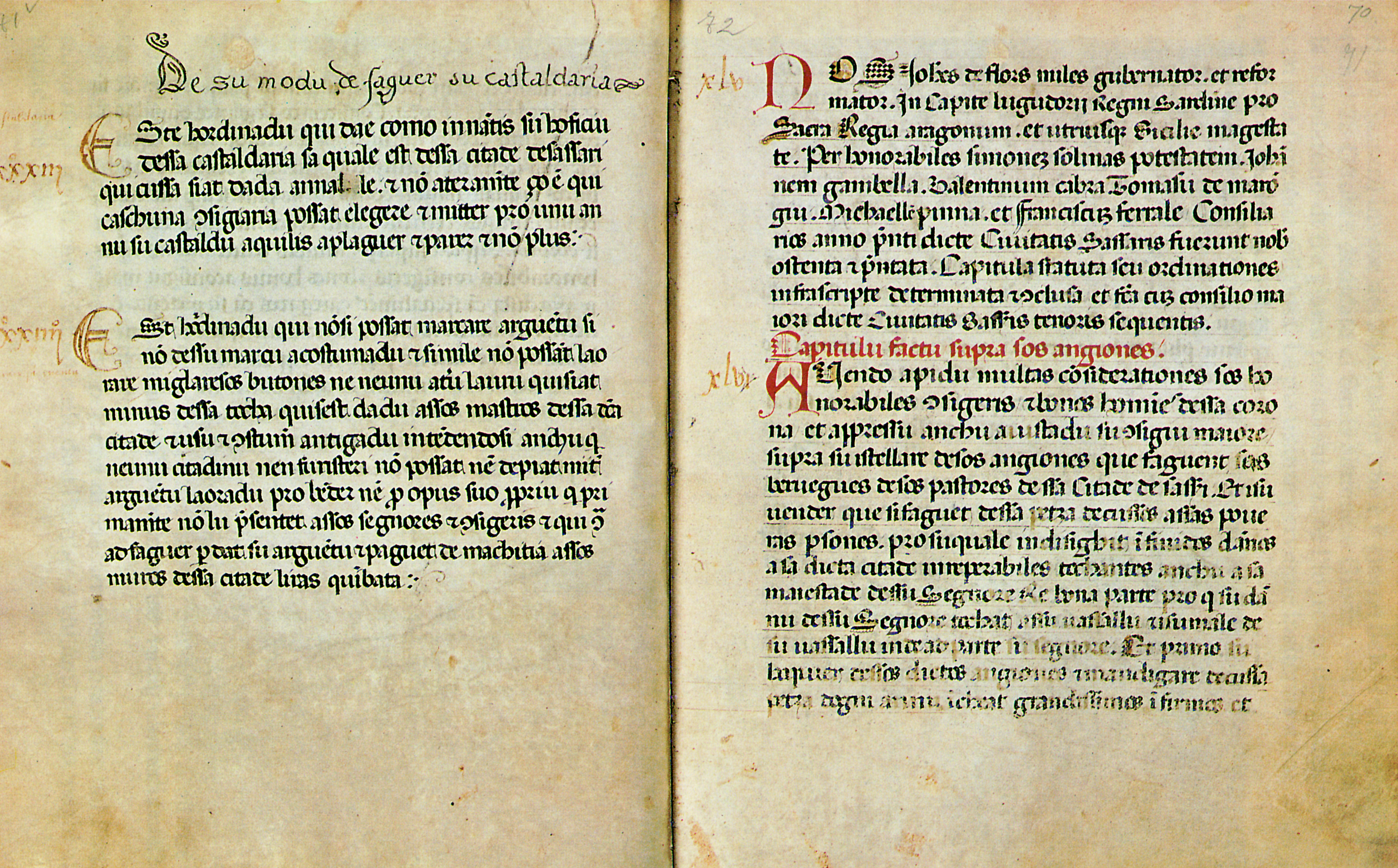
Gli Statuti Sassaresi nella versione in sardo logudorese (XIII-XIV secolo)

Le origini dell'attuale abitato di Sassari sono da ricercare nell'Alto Medioevo, quando la popolazione della città costiera di Turris Libisonis gradualmente si rifugiò verso l'interno, a causa delle incursioni dei pirati saraceni. Intorno al XI-XII secolo sorgevano nei suoi dintorni altre ville, poi scomparse, come Silki, Bosove, Enene e Kiterone.
È solo nel 1131 che la città viene menzionata per la prima volta in riferimento a un tale Jordi de Sassaro, servo di Bosove, mentre nel 1135 viene citata la chiesa di San Nicola (Sancti Nicolai de Tathari). Queste informazioni circa la città provengono dal Condaghe di San Pietro di Silki, codice medievale scritto in logudorese e compilato dal 1165 al 1180, ma contenente anche atti più antichi risalenti al secolo precedente.
Fu l'ultima capitale del Giudicato di Torres, e nel 1294 diviene Libero comune, confederato a Genova (dopo un primo periodo filo-pisano), a seguito della promulgazione degli Statuti Sassaresi. Questo corpus di leggi, redatto sia in latino che in sardo logudorese, regolava l'organizzazione ed il funzionamento della città: dall'urbanistica, alle attività economiche, alla giustizia. Gli Statuti Sassaresi sono uno dei documenti identitari più importanti non solo per la città di Sassari, ma per l'intera isola. È in questo periodo che, contesa fra le repubbliche marinare, Sassari si dotò delle prime mura e torri.

### Sassari aragonese e spagnola
Alla notizia dell'intervento aragonese, la borghesia cittadina si avvicinò ai reali d'Aragona, presentando nel 1323 una propria delegazione alla corte dell'infante Alfonso e offrendosi di essere parte del nascente Regno di Sardegna. Sassari contava all'epoca circa 10.000 abitanti.
Ciononostante i sassaresi mal tollerarono la sudditanza e la scarsa autonomia; così, sotto la spinta della Repubblica di Genova e dei Doria, la città si ribellò ai catalano-aragonesi, dando inizio ad un periodo di rivolte popolari che culminò nell'espulsione del ceto dirigente e mercantile locale e la sua sostituzione con sudditi catalani, aragonesi, maiorchini, valenziani, rossiglionesi e, in misura minore, sardi; tentativo di colonizzazione che tuttavia diede scarsi risultati, dei 1000 coloni previsti solo una piccola parte si stabilì definitivamente a Sassari. Divenuta città regia nel 1331, Sassari fu poi conquistata dagli Arborea durante la guerra sardo-catalana; la città fu infatti l'ultima capitale del Giudicato di Arborea dal 1410 al 1420, fino alla vendita dei diritti di quest'ultimo da parte dell'ultimo giudice Guglielmo III di Narbona al re d'Aragona Alfonso V il Magnanimo per 100.000 fiorini d'oro. Gli aragonesi costruirono il castello di Sassari con lo scopo principale di difendersi dalle rivolte degli stessi sassaresi; esso venne demolito nel 1877 per decisione del Consiglio comunale, in quanto simbolo dell'oppressione straniera e dell'oscurantismo religioso, essendo stato sede dell'Inquisizione spagnola. I resti del castello, comprendenti le fondazioni e due corridoi dell'antemurale cinquecentesco che ospitava le artiglierie, sono stati recentemente riportati alla luce e sono visitabili nell'omonima piazza.

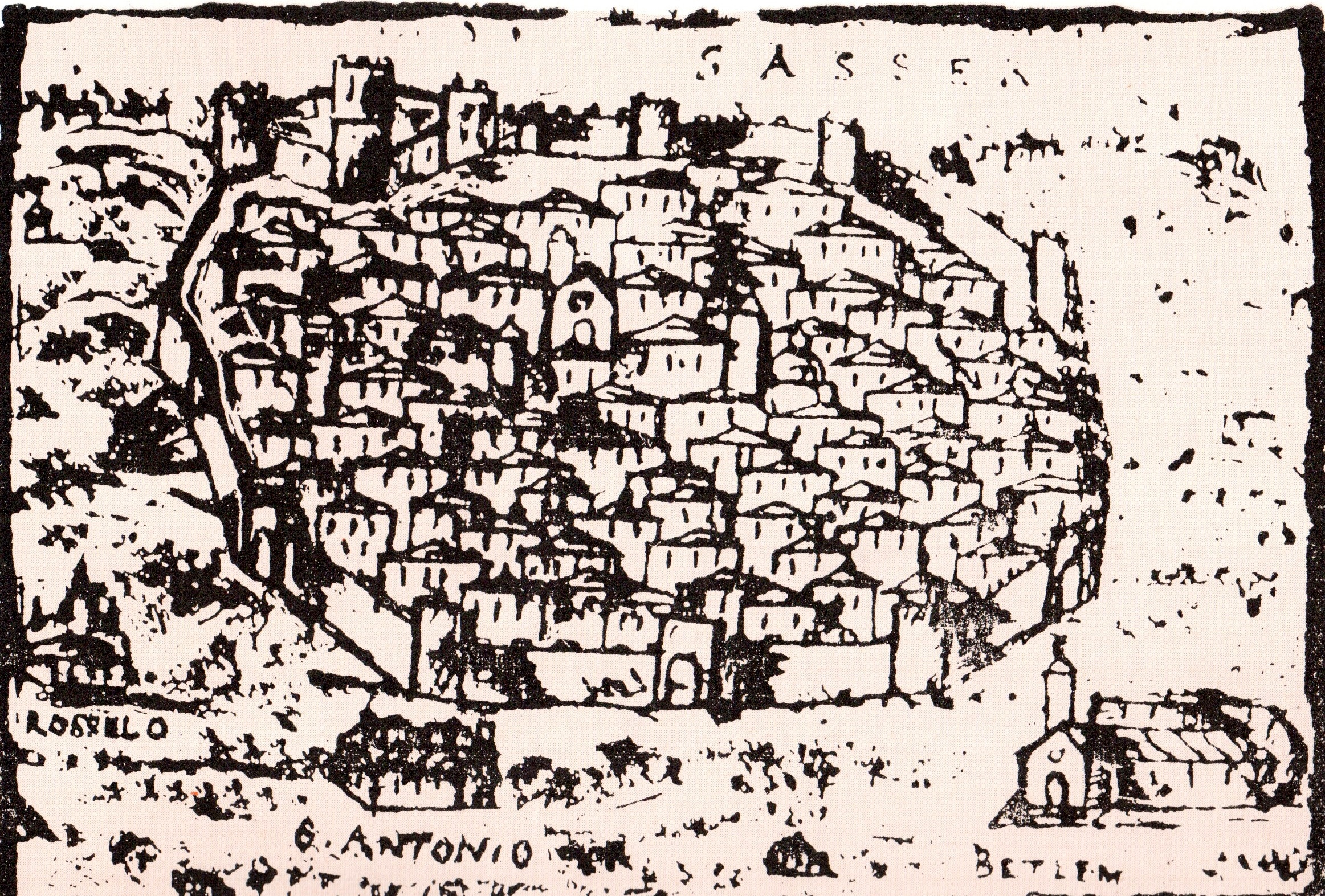
Veduta di Sassari del XVII secolo, Juan Francisco Carmona

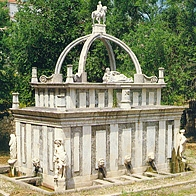
La fontana di Rosello, simbolo di Sassari

Tra la fine del XV e gli inizi del XVI secolo Sassari visse un periodo di grave crisi economica e sociale. Nel 1527-28 venne ripetutamente invasa e saccheggiata dai francesi guidati da Renzo degli Anguillara; le continue incursioni piratesche nel Mediterraneo impoverirono l'economia cittadina, basata sul commercio, e diverse epidemie uccisero molti dei suoi abitanti.
Nella seconda metà del XVI secolo la città, che ospitava una folta comunità còrsa, si risollevò dopo anni di crisi, rinacque culturalmente, rifiorirono le arti, grazie all'introduzione della stampa, si diffuse il pensiero umanistico, grazie anche all'opera del vescovo e storico Giovanni Francesco Fara e dell'arcivescovo Salvatore Alepus.
Tra i pittori che svolsero la loro attività in città, a quel tempo, sono da menzionare Giovanni Muru, il Maestro di Ozieri, Andrea Lusso, il fiorentino Baccio Gorini e vari artisti di scuola fiamminga.
Nel 1562 venne istituito uno studio generale, aperto dai gesuiti, che, dopo vari perfezionamenti giuridici si stabilizzò come prima università della Sardegna, cui contribuirono, fra gli altri, Alessio Fontana, funzionario della cancelleria di Carlo V, che, nel 1558, nel proprio testamento lasciò i suoi beni alla municipalità per l'istituzione dell'Ateneo, e l'arcivescovo Antonio Canopolo, che nel 1611 fondò un Seminario Tridentino (con annesso Convitto per esterni), per la diocesi di Oristano, affidato ai gesuiti e oggi evolutosi in Convitto Nazionale "Canopoleno" e contribuì al completamento dell'edificio universitario e alla dotazione economica.

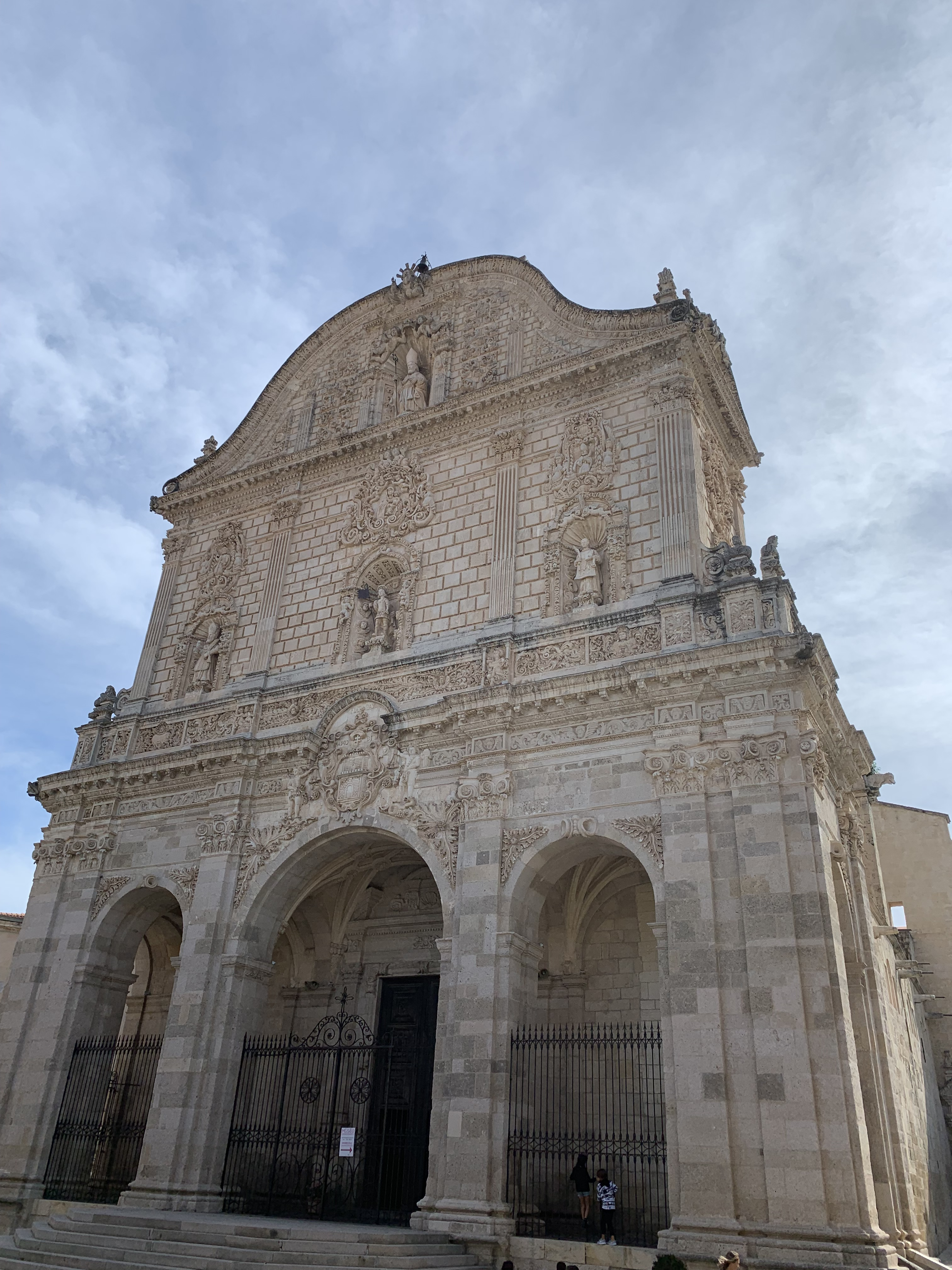
La facciata barocca della cattedrale di San Nicola.

La cosiddetta "lotta per il primato" acuì la rivalità con la città di Cagliari; la competizione tra Sassari e la capitale del Regno di Sardegna porterà i sassaresi a rivendicare il diritto ad avere un Parlamento nella propria città, e la sede del Sant'Uffizio dell'Inquisizione.
Nel 1652 la città viene colpita da una grave epidemia di peste con la decimazione della popolazione a seguito di questa e di altre epidemie. L'ultima fase della dominazione spagnola comporta anni di decadenza per Sassari e per tutta la Sardegna, visto il minor interesse verso l'isola da parte degli iberici, dopo che la Corona di Spagna aveva iniziato la sua espansione nel Nuovo Mondo.

### Sassari sabauda

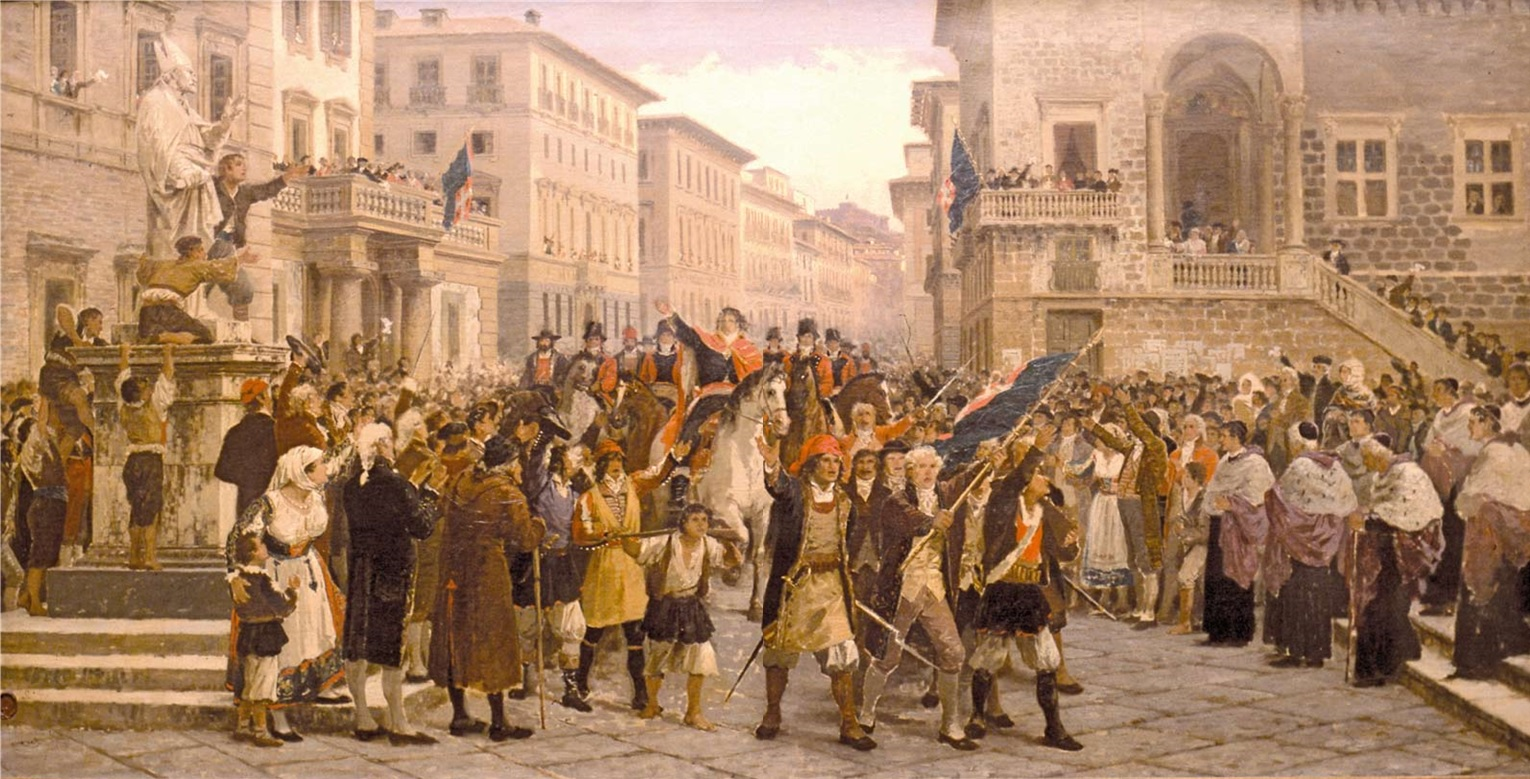
Ingresso a Sassari di Giovanni Maria Angioy, opera di Giuseppe Sciuti

Col trattato di Utrecht nel 1713, inizia la breve dominazione austriaca. Pochi anni dopo, nel 1720, la Sardegna passa ai Savoia. Sul finire del XVIII secolo in città, sulla scia dei sommovimenti locali e della diffusione delle idee della Rivoluzione francese, la nobilità sassarese sfrutta l'occasione per chiedere al re l'autonomia da Cagliari. Questo provocò la reazione di quest'ultima, che cercò l'appoggio dei vassalli locali, e degli abitanti di tutto il Logudoro per manifestare in città il 28 dicembre 1795 cantando il famoso inno Su patriotu sardu a sos feudatarios.
Il Viceré Filippo Vivalda, preoccupato di una possibile degenerazione in rivolta inviò a Sassari Giovanni Maria Angioy, funzionario e giudice della Reale Udienza, con la carica di alternòs, ovvero rappresentante del Governo con delega dei poteri viceregi, dove fu accolto come un liberatore trionfante. Angioy cercò per tre mesi di riconciliare feudatari e vassalli, ma resosi conto del diminuito interesse e sostegno governativo e cagliaritano, lavorò ad un piano eversivo con emissari francesi, mentre Napoleone Bonaparte invadeva l'Italia. Tuttavia venendo meno ogni possibile appoggio esterno con l'Armistizio di Cherasco e la Pace di Parigi, decise di effettuare una marcia antifeudale su Cagliari ma dal Viceré gli vennero revocati i poteri, e dovette arrestare la marcia dopo esser stato abbandonato da molti sostenitori all'accoglimento reale delle cinque richieste degli Stamenti Sardi, fuggendo a Parigi.
Ristabilito il controllo, i Savoia sedarono il dissenso senza tuttavia far cessare del tutto le rivolte e dissidi che continuarono sporadici fino alla metà dell'Ottocento, come nel 1833 quando il patriota sassarese Efisio Tola venne fucilato a Chambéry perché accusato di essere vicino agli ideali della Giovine Italia di Giuseppe Mazzini.

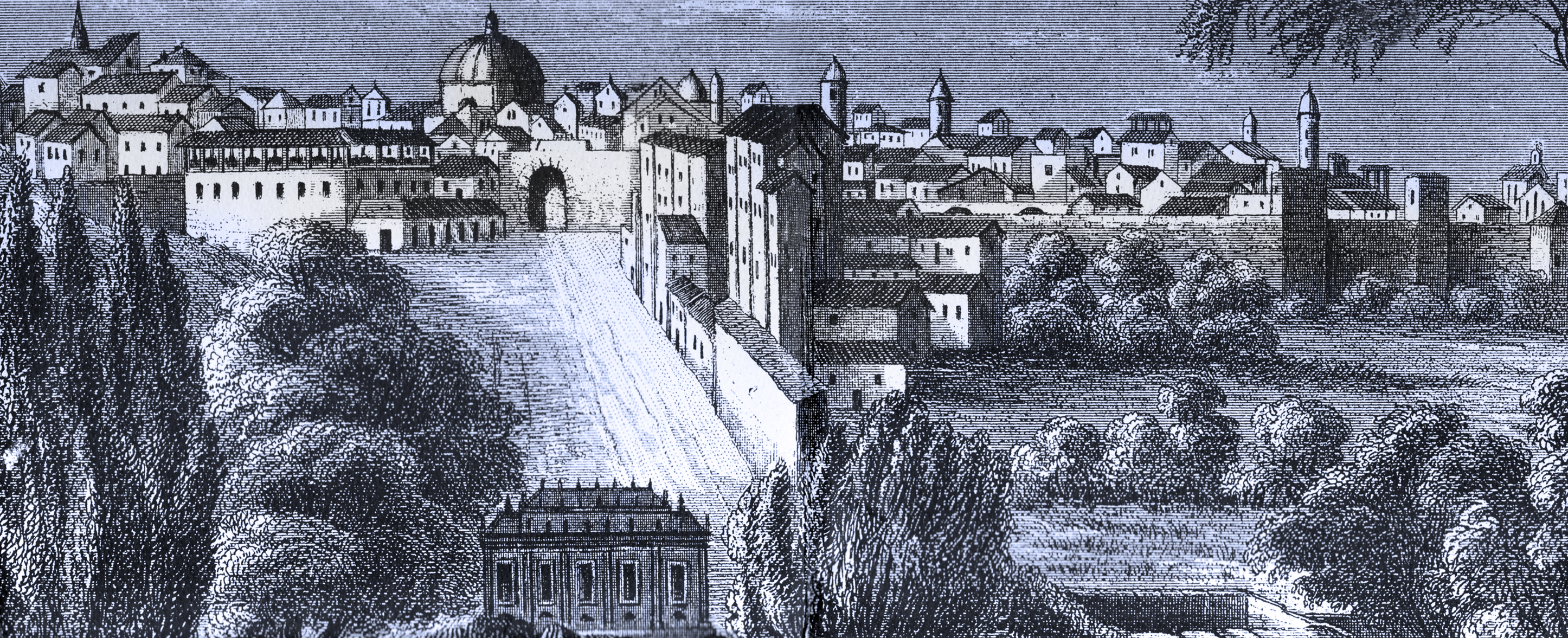
Veduta dalla Valle di Rosello, 1849, John Warre Tyndale.

Fra la fine del XVIII e tutto il XIX secolo, si vive un'era di rinascita culturale e urbanistica, l'Università viene riaperta, la città dopo cinque secoli si espande oltre il tracciato delle Mura di Sassari, fortificazioni pisane trecentesche, (quando in concomitanza di un'epidemia di colera venne dato il permesso di abbatterle in grande parte, dando così sfogo ad un abitato che era divenuto estremamente compatto e denso), si costruiscono nuovi quartieri, prendendo come modello la nuova capitale del regno, cioè Torino, con strade a maglia ortogonale, viene realizzato il nuovo ospedale, le carceri, il teatro civico, scuole e piazze, la rete ferroviaria e fognaria, l'illuminazione a olio, e più avanti, a gas, il vicino Porto di Torres, viene ristrutturato, si attivano i primi collegamenti navali di linea tra il porto sardo e Genova, con l'impiego di navi a vapore, come il Gulnara, prima imbarcazione che utilizzava questo tipo di propulsione, in Italia. La città si apre ad importanti attività imprenditoriali, l'industriale sassarese Giovanni Antonio Sanna, acquisisce la miniera di Montevecchio, si crea un'area industriale a ridosso della nascente ferrovia, diventa la seconda città italiana per la produzione del cuoio. La nuova espansione urbanistica seguì uno sviluppo geometrico regolare, costretto a fertili compromessi con la realtà del territorio e gli eventi storici. L'asse centrale, il corso Vittorio Emanuele, venne prolungato dando vita a via Roma, strada principale del quartiere umbertino.

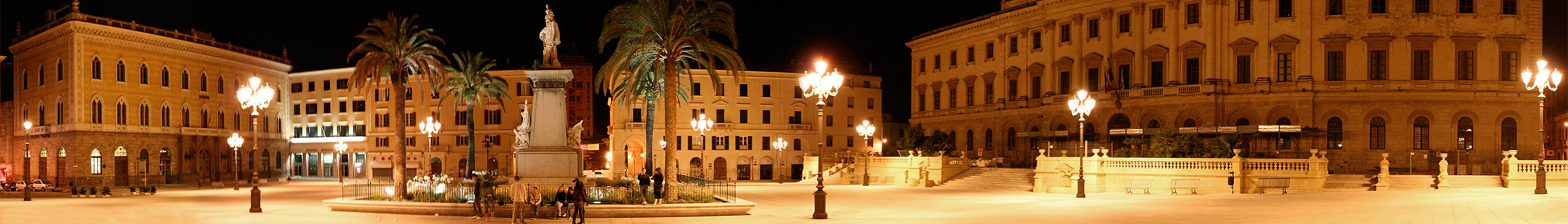
Vista di piazza d'Italia da via Roma

### Sassari contemporanea
Nel Novecento, i successivi piani regolatori ampliarono la griglia inserendo nuovi assi generatori verso le principali emergenze architettoniche dei dintorni, estendendo l'abitato oltre i limiti delle valli e procedendo con diverse zonizzazioni a carattere residenziale e commerciale. 

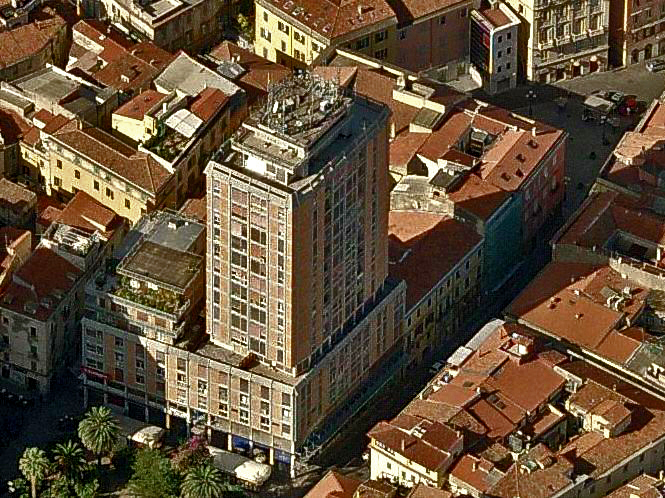
"Grattacielo nuovo"

Passando indenne la seconda guerra mondiale e scampando a tre bombardamenti programmati che fecero cadere una sola bomba nei pressi della stazione causando una vittima, e diventando repubblicana suo malgrado avendo confermato la fedeltà alla monarchia sabauda col 71,7% dei voti, la città crebbe principalmente per la migrazione dall'entroterra, grazie al costante afflusso dai paesi del nord Sardegna, esercitando una forte influenza nella vita pubblica italiana, sia in campo militare grazie alla Brigata Sassari, sia nelle vicende politiche (vedasi i Presidenti della Repubblica Italiana Antonio Segni e Francesco Cossiga), molti dei quali legati all'episodio dei cosiddetti giovani turchi. Sassari è il quinto comune italiano per estensione territoriale con una superficie di 546 km². Raggiungendo una popolazione di 120.000 abitanti, in leggera ma costante decrescita. Nonostante negli ultimi decenni stia vivendo una crisi economica, sociale e politica Sassari resta la seconda città dell'isola.
Nel 2025, durante i lavori di costruzione della prima scuola montessoriana in Sardegna, in via Artiglieria, sono stati ritrovato reperti archeologici e strutture archeologiche dell'antica Utzeri, databili tra l'XI e il XIII secolo.

### Simboli
Il Comune di Sassari ha come segno distintivo lo stemma storico concesso con Regio Diploma del 15 gennaio 1767 dal re Carlo Emanuele III e confermato dal regio decreto del 10 aprile 1936.

Lo scudo è inoltre cimato dalla corona marchionale, ornato da due fronde di palma ai lati e accompagnato da due cavalli quali onorificenze al podestà Cavallino de Honestis sotto cui Sassari si rese un libero Comune. Le torri riprendono la simbologia del Giudicato di Torres e della città di Turris Libisonis o Porto Torres. Fino al 1766, come nei sigilli di altre città sarde, permanevano le insegne della signoria iberica. Queste vennero poi sostituite dietro suggerimento del ministro Giovanni Battista Lorenzo Bogino negli stemmi con la croce di Savoia, anche nel caso di Bosa, Cagliari, Oristano e Alghero (che la rimosse nel 1991 per tornare ai colori iberici). La corona marchionale venne invece riservata solo a Cagliari e a Sassari.

Stemma
Bandiera
Stemma in uso fino al 1936. Aveva la stessa blasonatura dello stemma provinciale odierno.
Bandiera in uso fino al 1936

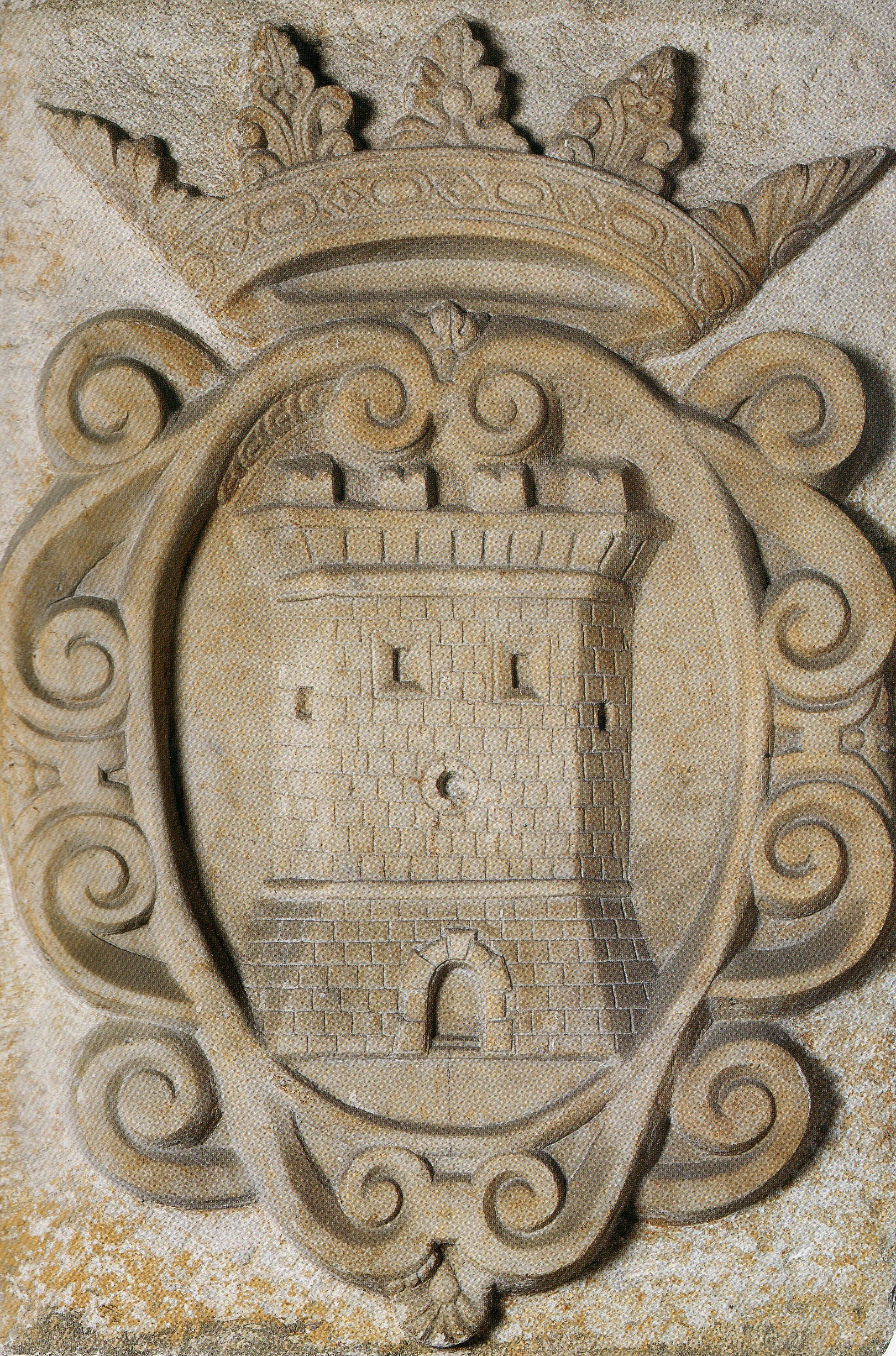
Stemma di Sassari nella tarda età spagnola

### Onorificenze
Sassari, già libero Comune, ottenne il titolo di città regia il 20 agosto 1331, terza città nell'isola pochi anni dopo Iglesias (come Villa di Chiesa) e Cagliari (come Castel de Càller e in seguito solo Càller), che l'avevano ottenuto il 7 giugno e il 25 agosto del 1327.
Tale titolo fece seguito al diritto di mantenere i propri statuti comunali, ottenuto il 7 maggio 1323 da Giacomo II di Aragona, sebbene mutati nell'estensione dei privilegi barcellonesi. La città, ammessa così all'unione perpetua alla Corona, fondò il proprio status giuridico sugli speciali privilegi concessi dal sovrano. Questo portò ad una mutazione del diritto locale in favore di quello straniero, dove al modello comunale podestarile italiano venne sostituito il modello barcellonese: alla figura del podestà venne affiancata quella del vicario, limitandone la precedente totale giurisdizione, la nomina come la retribuzione divenne regia, la carica a tempo indeterminato e aperta anche ai feudatari. La carica di Governatore poi si intese estesa all'intero Capo di sopra.

## Monumenti e luoghi d'interesse

### Architetture religiose

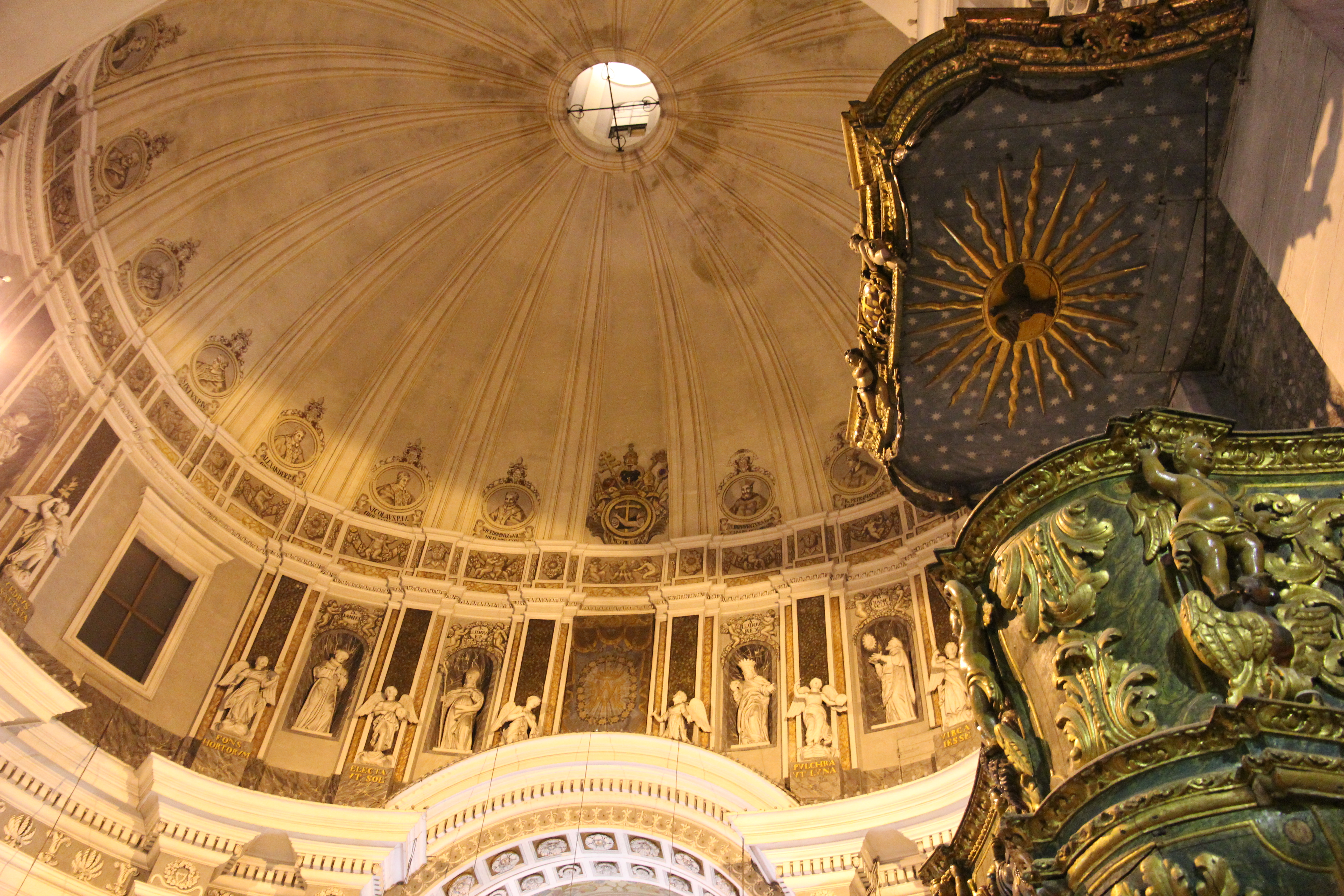
Particolare della cupola della chiesa di Santa Maria di Betlem

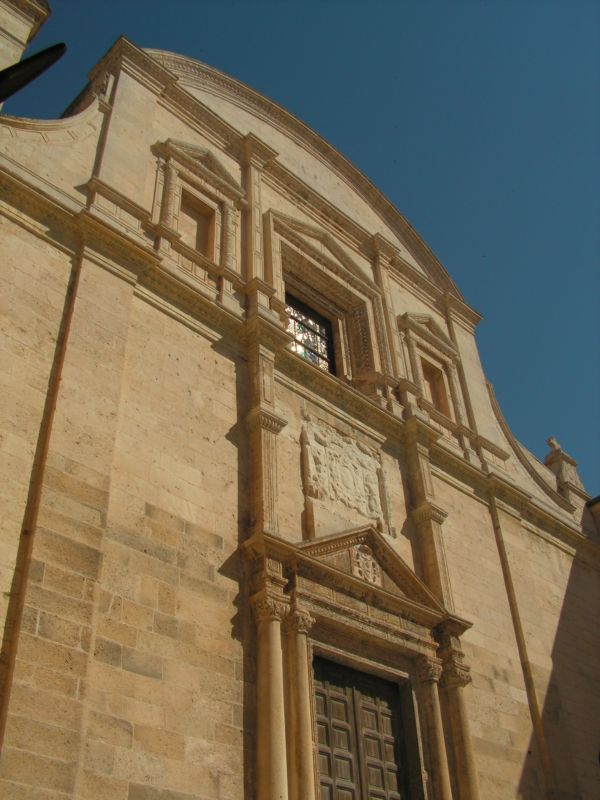
Chiesa di Santa Caterina (XVI secolo)

- Chiesa rupestre di Funtana Gutierrez, VII-IX secolo.
- Chiesa di San Pietro di Silki, XI-XVII secolo.
- Cattedrale di San Nicola, XII-XVIII secolo.
- Chiesa di Santa Maria di Betlem, XII-XIX secolo.
- San Michele di Plaiano, XII secolo.
- Santa Barbara di Innoviu, XIII secolo.
- Chiesa della Madonna del Latte Dolce, XIII - XIV secolo.
- Chiesa di San Quirico, XIII-XVI secolo.
- Chiesa di San Donato, XIII-XVII secolo.
- Chiesa di San Giacomo di Taniga, XIV secolo.
- Cappella dell'Annunziata (annessa all'Episcopio e unica sezione rimasta dell'antico ospedale omonimo), XV secolo.
- Chiesa di Sant'Agostino, XVI-XVII secolo.
- Chiesa di San Giacomo, XVI-XVII secolo.
- Chiesa di Santa Caterina, XVI secolo.
- Oratorio della Madonna del Rosario, 1608-1682 (completamento interno); 1756 (completamento facciata).
- Chiesa di Sant'Andrea, XVII secolo.
- Episcopio e Seminario Tridentino, XIII-XX secolo.
- Chiesa di San Giuseppe, XIX secolo.
- Chiesa e convento del Carmelo, XVII-XVIII secolo.
- Chiesa e convento delle Cappuccine, 1673-1695.
- Chiesa di Sant'Antonio Abate, prima fase XIV secolo, ricostruzione 1700-1707.
- Chiesa di San Pasquale Baylon, 1780.
- Basilica del Sacro Cuore, 1943-1952.
- Chiesa delle suore del Getsemani, 1940-1959
- Chiesa di San Michele di Murusas, XII secolo
- Chiesa di Sant'Antonio di Noi Noi o di Innoviu
- Chiesa di San Sisto
- Chiesa di Sant'Apollinare
- Chiesa della Santissima Trinità
- Chiesa di San Michele
- Chiesa di San Paolo al Cimitero
- Cappella gentilizia di Sant'Anna
- Chiesa di Sant'Anatolia
- Cappella di San Giuseppe dell'ex ospedale psichiatrico di Rizzeddu
- Cappella gentilizia della Madonna di Montserrat

### Architetture civili
- Casa aragonese, XV-XVI secolo.

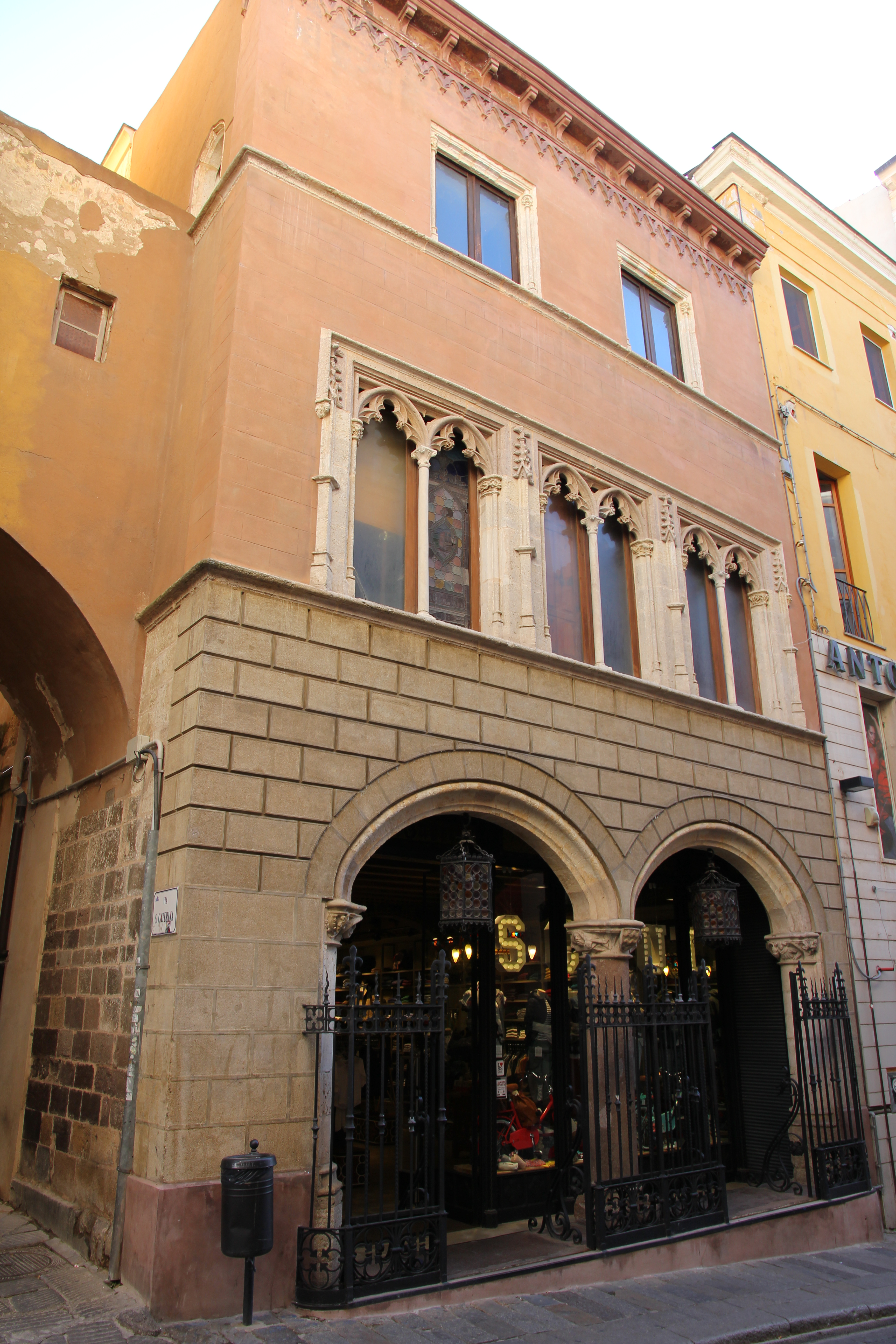
Casa Montanyans (XV secolo)

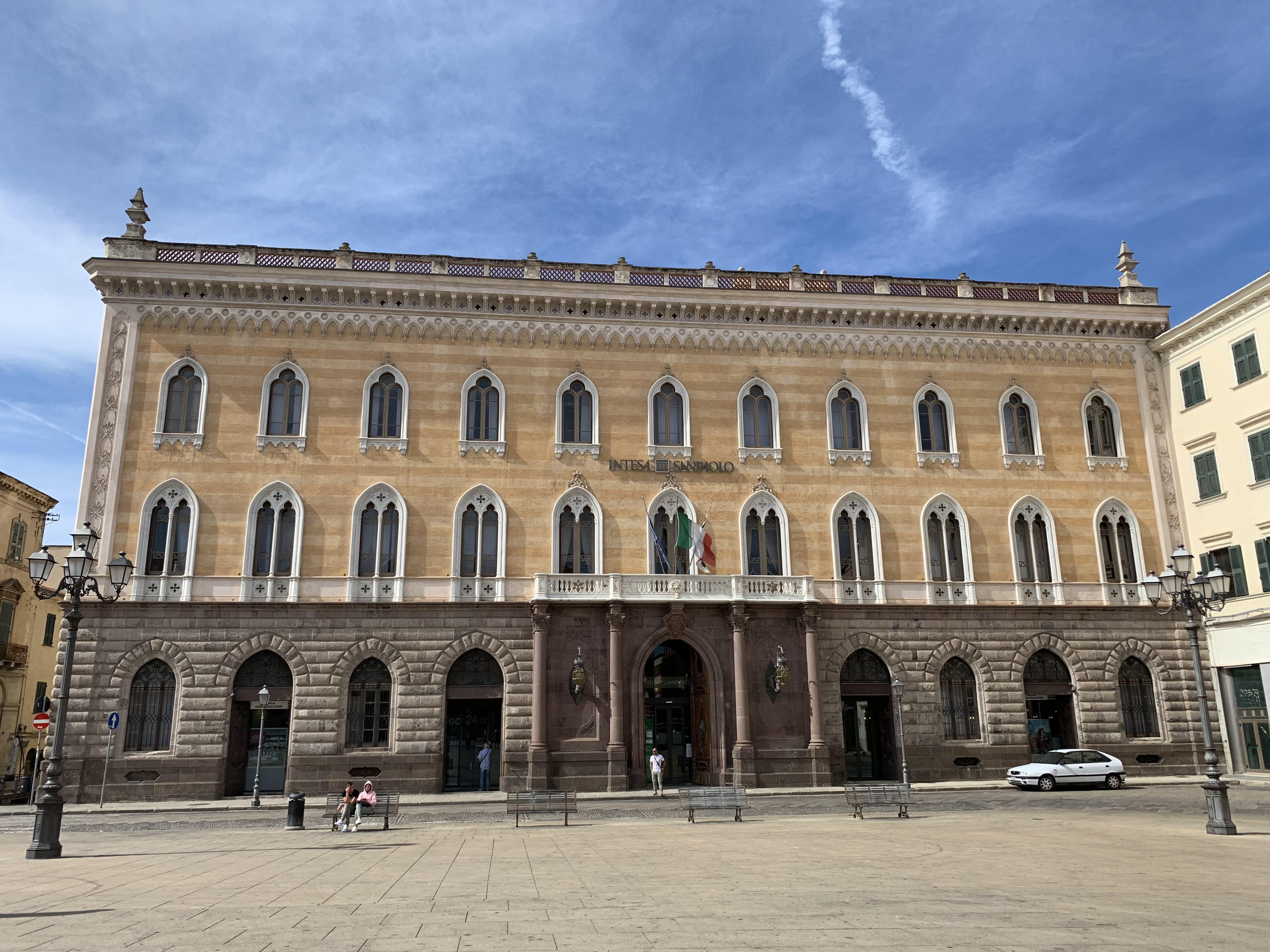
Palazzo Giordano

- Case gotiche catalane, corso Vittorio Emanuele, XV secolo.
- Ex Casa Professa ora Museo Sassari Arte, fine del XVI secolo con modifiche seguenti, architetto Fernando Ponce de Leon.
- Palazzo Manca di Usini in piazza Tola, dal nome del barone d'Usini che ne fu edificatore, sede della biblioteca comunale, XVI secolo.
- Università ed estanco (sede di monopolio) del tabacco, XVI-XVII secolo.
- Palazzo Moros y Molinos, XVII secolo.
- Fontana di Rosello, 1585-1606
- Palazzo della Frumentaria, XVI-XVII secolo, antico deposito pubblico del grano
- Palazzo di San Saturnino, inizi XIX secolo.
- Palazzo Quesada di San Sebastiano, inizi XIX secolo.
- Palazzo Ducale, dal duca dell'Asinara, sede del Comune di Sassari, 1775-1804, architetto Carlo Valino
- Palazzo Tola XVI-XIX secolo.
- Teatro Civico o Palazzo Civico o Palazzo di Città, 1826-1830
- Palazzo della Provincia in piazza d'Italia, sede della città metropolitana, 1873
- Palazzo Giordano, piazza d'Italia, sede di Banca Intesa S. Paolo, 1878
- Palazzo Cugurra in via Roma, sede di uffici della Regione Sardegna
- Villa Mimosa già villa Sant'Elia, sede della Confindustria locale
- Ponte Rosello, 1934
- Palazzo Quesada
- Palazzo Nigra Ciceri
- Casa Ferrà
- Palazzo Arborio Mella (Artea)
- Tribunale, 1938
- Padiglione per l'artigianato "Eugenio Tavolara" per l'esposizione dell'I.S.O.L.A. (Istituto sardo organizzazione lavoro artigianale), 1956, architetto Ubaldo Badas
- Borghi minerari dell'Argentiera e di Canaglia

### Architetture militari

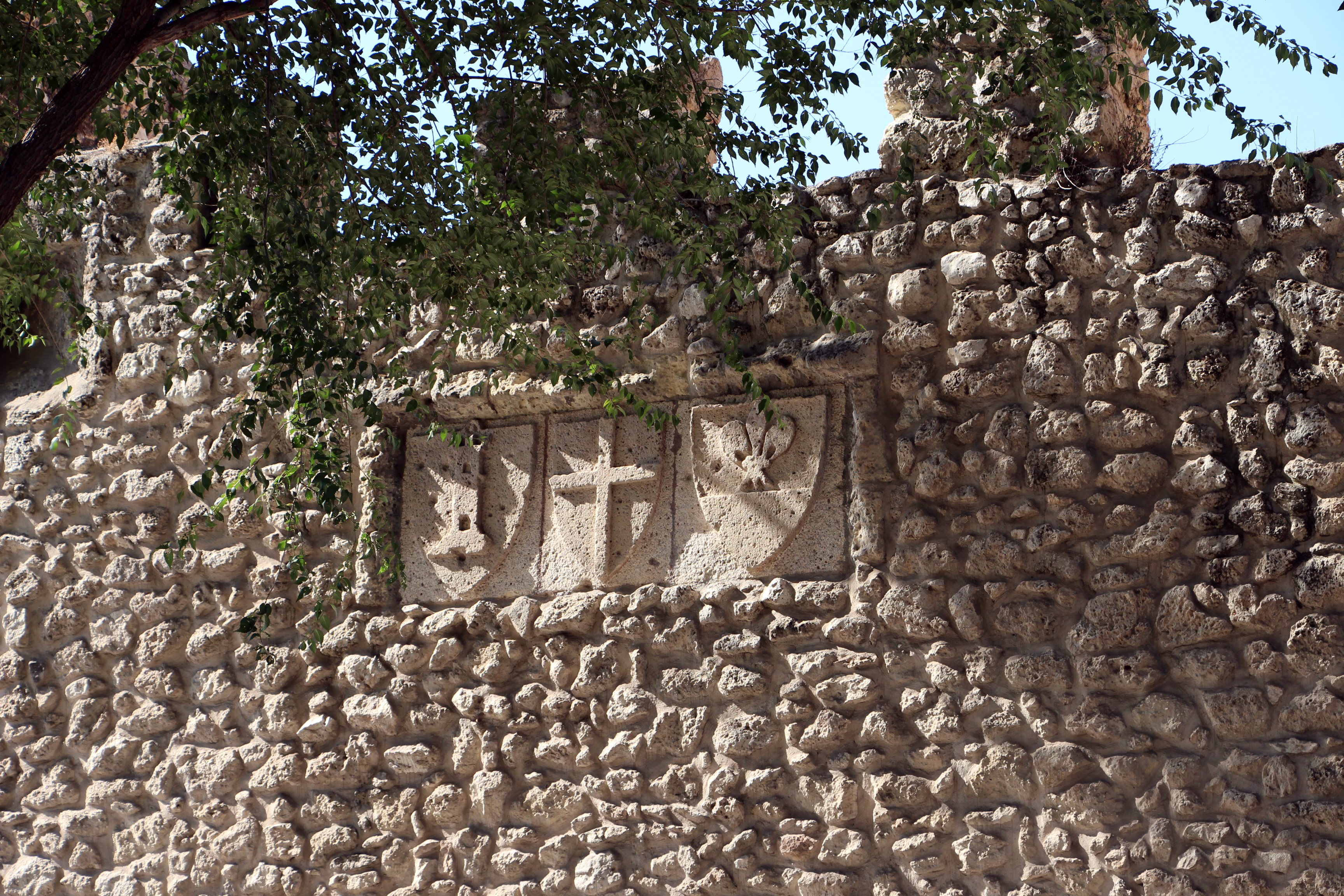
Mura medievali con gli stemmi di Sassari, Genova e del podestà

- Mura di Sassari, costruite nel XIII secolo, cingevano la città intervallate da 36 torri di cui ne rimangono solo 6, tra le quali l'unica torre tonda detta anche Turondola accessibile da piazza Università. Le mura sono visibili lungo il perimetro della città medioevale, ed in particolare in corso Vico, corso Trinità e via Torre Tonda.
- Castello di Sassari, del 1330. Costruito dagli aragonesi, fu demolito nel 1877 e nell'area dove esso sorgeva fu in seguito edificata la caserma La Marmora, sede della Brigata Sassari e ricavata l'omonima piazza. Gli scavi archeologici nella piazza hanno portato alla luce le fondazioni dell'antica struttura ora in fase in valorizzazione.

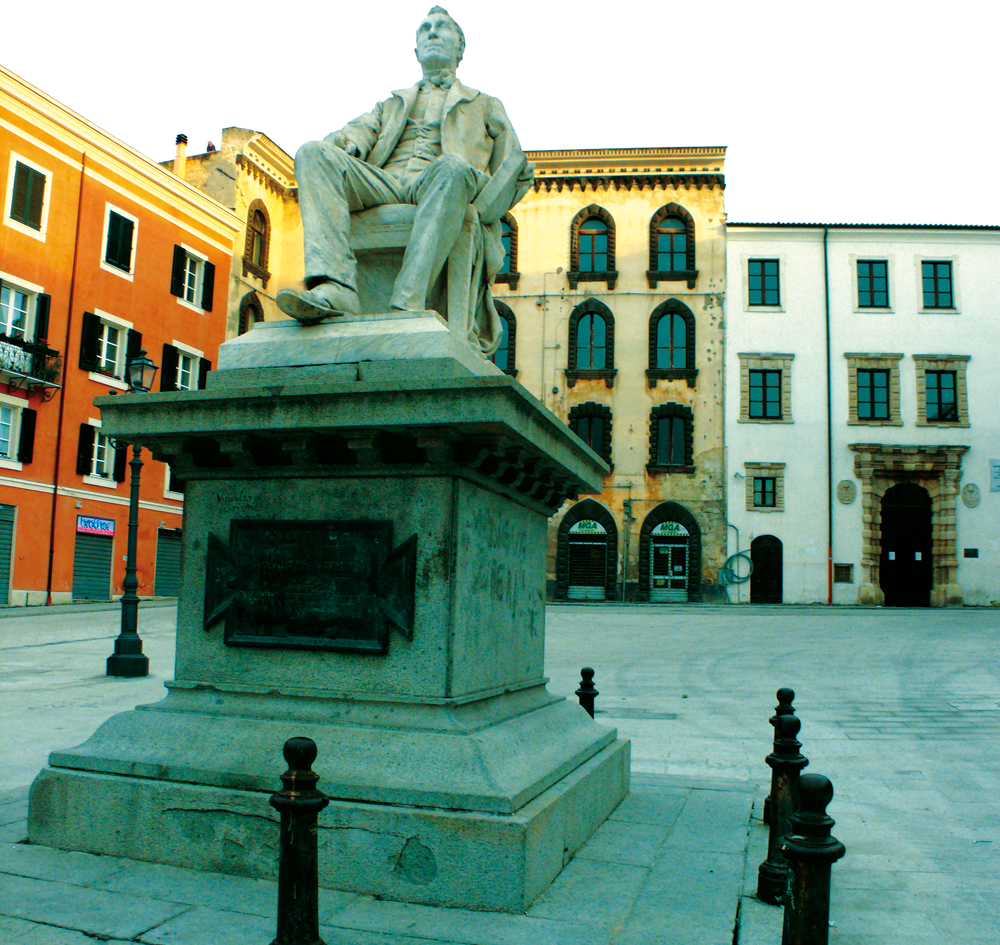
Piazza Tola

### Piazze
- Piazza d'Italia
- Piazza Castello
- Piazza Azuni
- Piazza Tola
- Piazza Sant'Antonio
- Piazza Fiume
- Piazza Emiciclo Garibaldi (Sassari)
- Piazza Santa Maria (Sassari)
- Piazza Duomo (Sassari)
- Piazza Santa Caterina (Sassari)
- Piazza del Comune (Sassari)
- Piazza Università (Sassari)
- Piazza Mercato (Sassari)
- Piazza della Stazione (Sassari)
- Piazza Colonna Mariana
- Piazza Marconi
- Piazza dei Moti Antifeudali
- Piazza Caduti del Lavoro
- Piazza Monica Moretti

### Vie
- Corso Vittorio Emanuele
- Via Roma
- Viale Italia
- Via Brigata Sassari
- Corso Vico
- Corso Trinità
- Viale Dante
- Corso Margherita di Savoia
- Via Turritana
- Via Giovanni Amendola
- Viale Umberto 1°
- Viale Trento
- Via Padre Zirano
- Via Pietro Nenni

### Siti archeologici
- Complesso prenuragico di Monte d'Accoddi di origine prenuragica, IV millennio a.C.
- Necropoli di Montalè, presso Li Punti
- Necropoli di Ponte Secco, presso Ottava
- Necropoli di Li Curuneddi
- Nuraghi Rumanedda, Giagamanna, Li Luzzani, Gioscari, Funtana di la Figga, San Giovanni

### Aree naturali
(Vittorio Angius, Dizionario Angius-Casalis, 1851-1856)

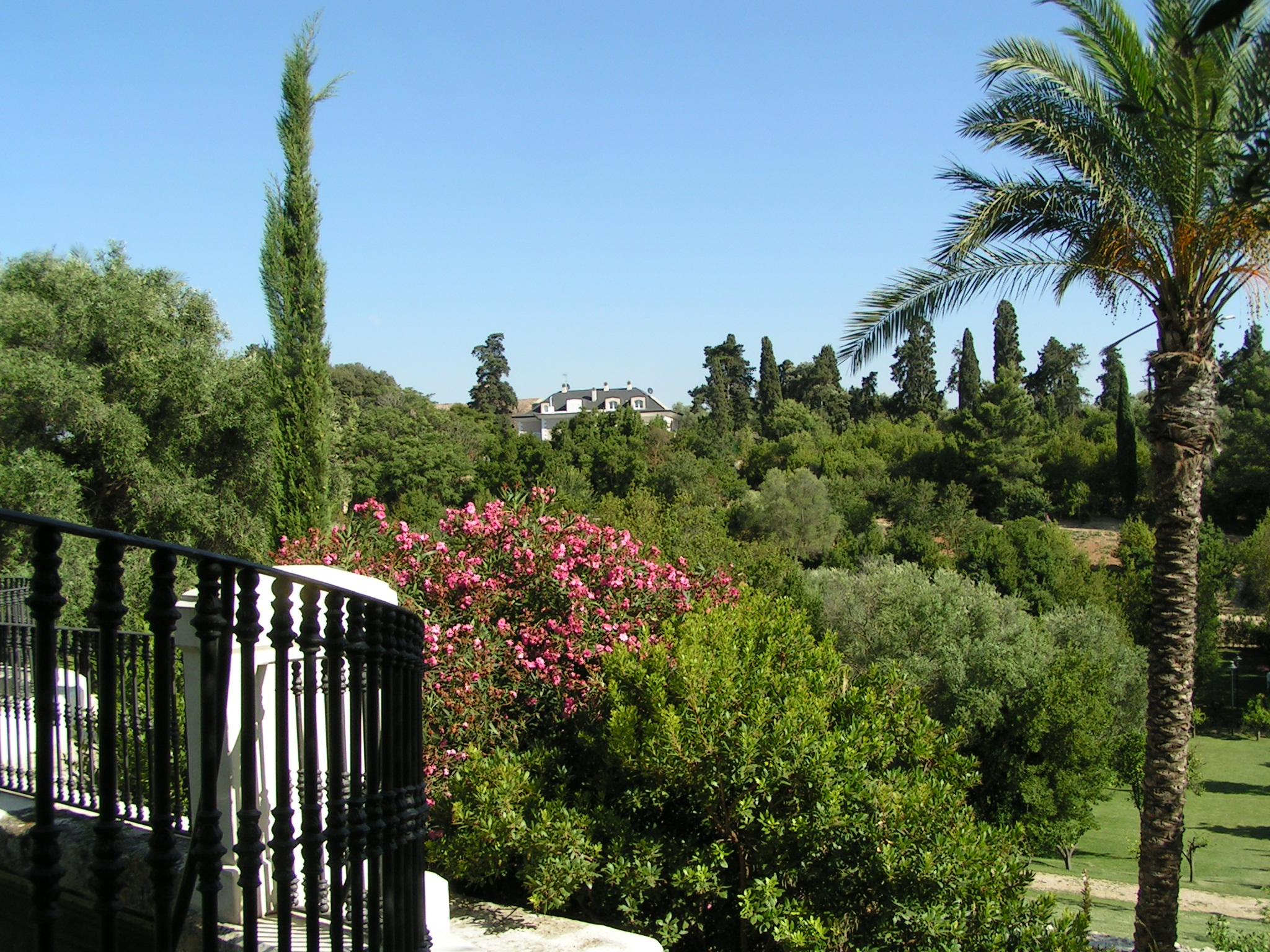
Parco di Monserrato

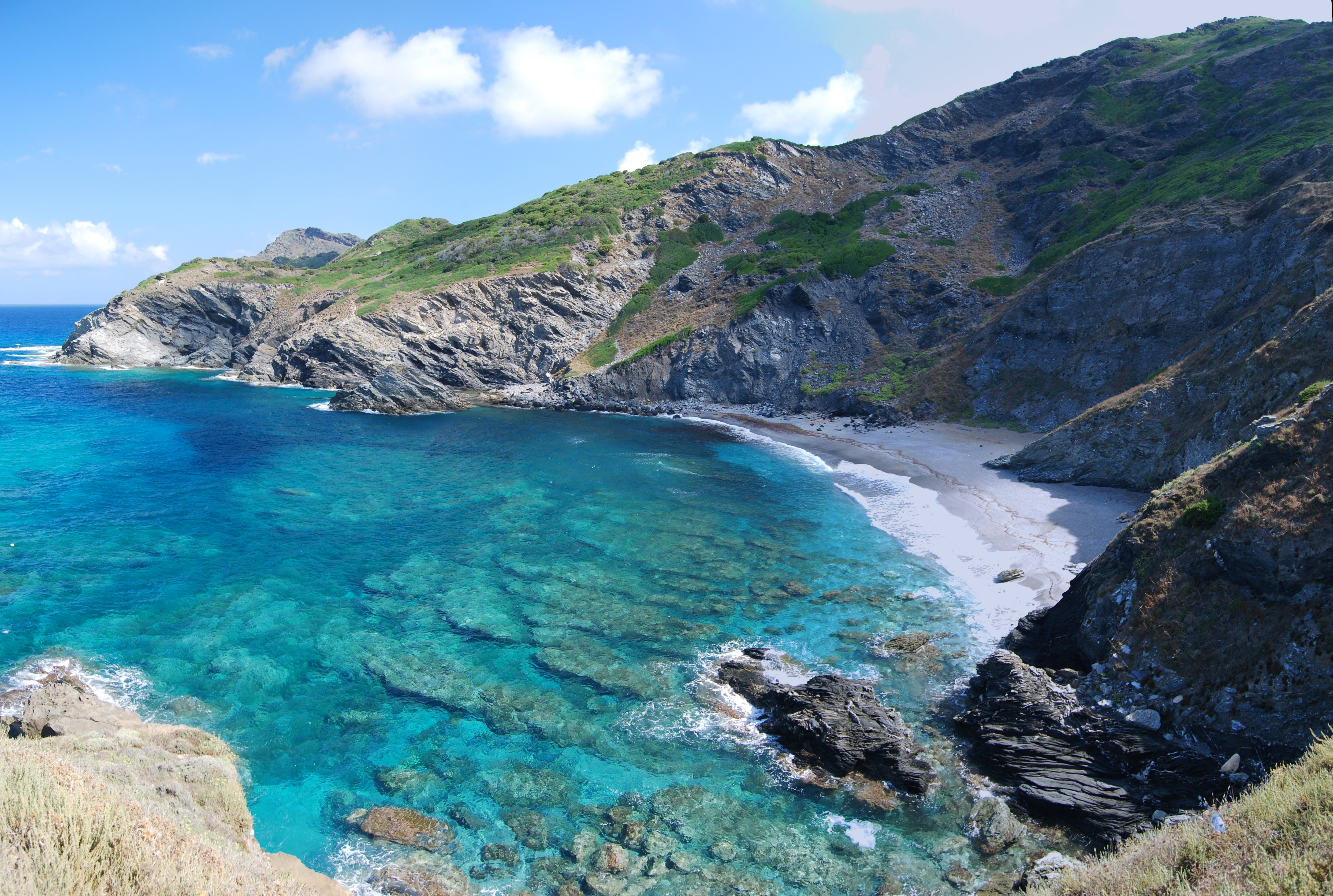
Cala della Frana

In città sono presenti vari giardini e parchi, fra i quali i giardini pubblici situati al centro della città fra viale Pasquale Stanislao Mancini e corso Margherita di Savoia, i giardini di via Venezia, i giardini di Monte Rosello, i giardini di via Di Vittorio nel quartiere di Luna e Sole, i giardini di Li Punti, il parco di Monserrato (del XVII-XIX secolo) recentemente restaurato e situato tra la SS 131 e l'asse viario di via Budapest, il parco di Baddimanna, grande pineta nel quartiere di Monte Rosello, e il parco di Bunnari, recentemente riqualificato, che offre un centro polifunzionale, una piscina, la ricostruzione di un villaggio nuragico e i due laghi artificiali del Bunnari, ora in secca.

Inoltre:
- Il Giacimento fossile di Fiume Santo, dove è stato rinvenuto lo scheletro di un Oreopithecus bambolii, primate antropomorfo vissuto 8-9 milioni di anni fa
- Il bosco della valle dei Ciclamini o Badde Olia, presso il confine con Ossi, da cui si ha accesso alla grotta dell'Inferno,
- Le valli del Rosello, Rio Mascari, Fosso della Noce, Logulentu
- Il lago di Baratz
- Le spiagge di Platamona, Ezzi Mannu, Porto Ferro, Argentiera, Porto Palmas e Rena Majore della Nurra
- L'area naturale di Lu cantaru presso il monte Forte
- La riserva faunistica di Bonassai

## Società

### Evoluzione demografica
Abitanti censiti

- Comuni italiani per popolazione

### Etnie e minoranze straniere

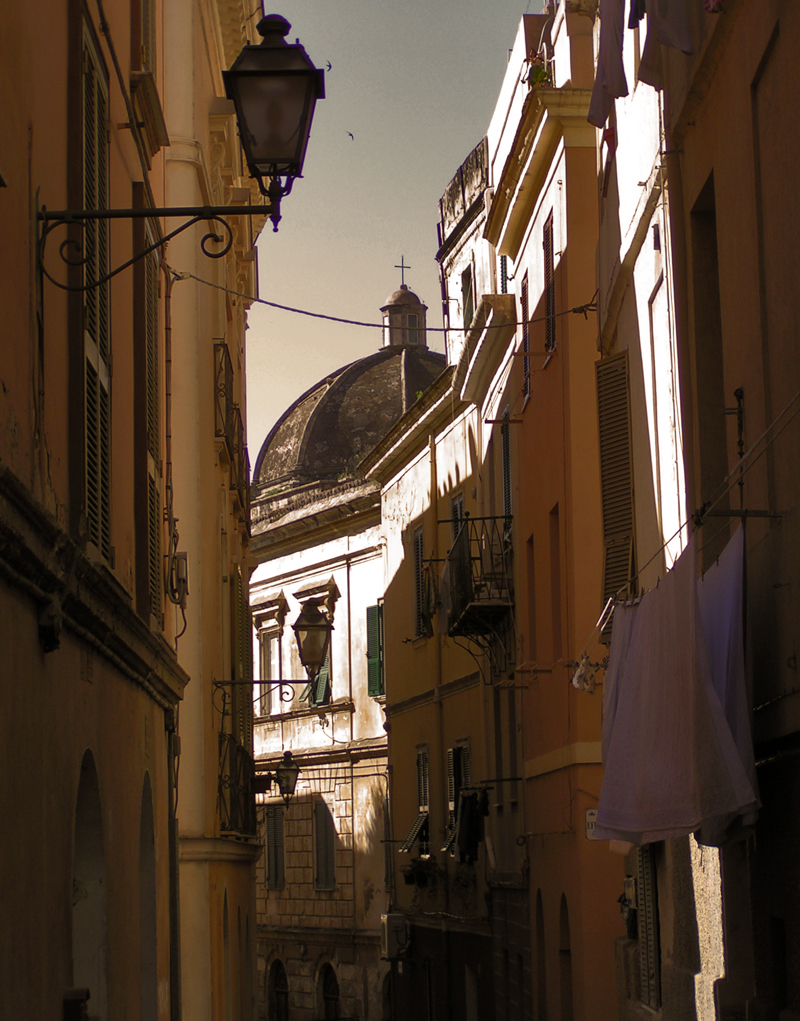
Vicolo della città vecchia

Al 31 dicembre 2023 a Sassari risultavano residenti 5205 cittadini stranieri, pari al 4,3% della popolazione. Le principali nazionalità d'origine erano:
- Senegal 871
- Romania 742
- Nigeria 521
- Cina 458
- Ucraina 303
- Bangladesh 283
- Pakistan 249
- Marocco 205

L'ex Provincia vantava il primato di rilascio di permessi di soggiorno per residenza elettiva con una media del 18,1%, contro una regionale del 14,4% e una nazionale di appena l'1,7%. È alta la percentuale di stranieri che svolgono un lavoro autonomo, pari al 20,2% contro una media nazionale del 7%, che pone Sassari, e tutta la Sardegna, al primo posto tra le regioni con maggiore imprenditorialità da parte dei nuovi cittadini. I principali settori di occupazione da parte degli stranieri sono l'alberghiero, i servizi alle imprese, le costruzioni, il commercio e i trasporti.

### Lingue e dialetti

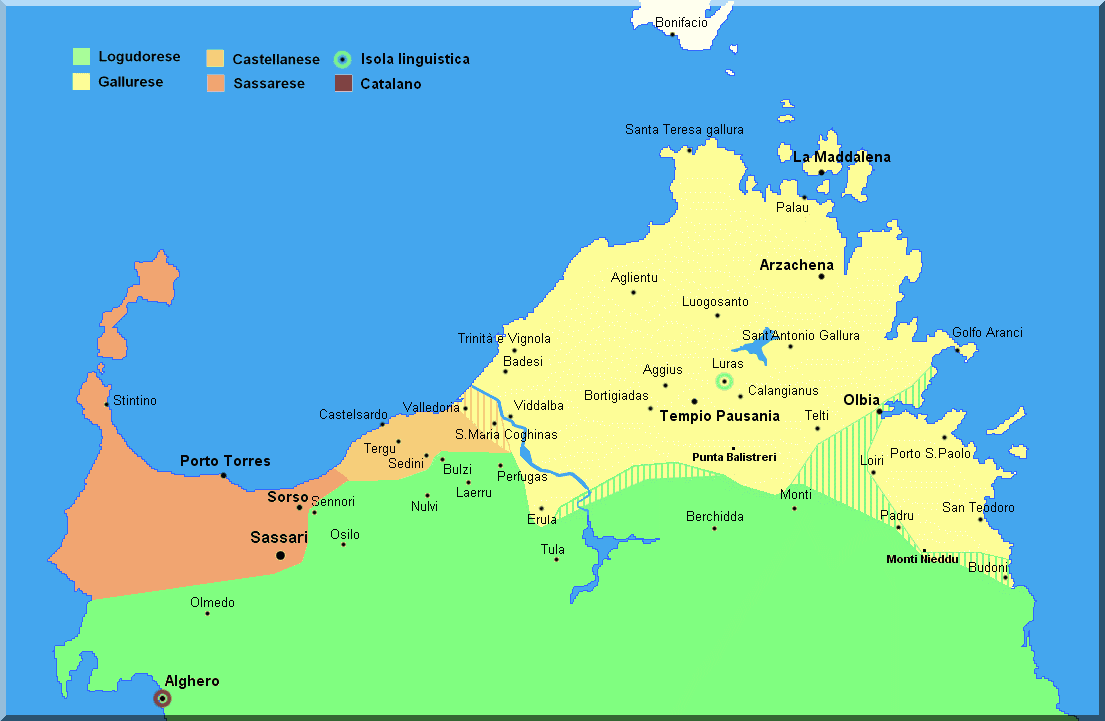
In arancio la zona di diffusione del sassarese

Oltre all'italiano, espresso comunemente nella variante regionale con innesti locali, come nei tre comuni confinanti verso nord si parla il sassarese, lingua di transizione tra il sardo e il corso, essendo non del tutto assimilabile a nessuna delle due e caratterizzata da una componente fondamentale corsa fortemente influenzata dal contiguo sardo logudorese. Le città di Porto Torres, Stintino e Sorso condividono con Sassari la lingua, detta anche "turritano" dal nome del Giudicato di Torres. A Sennori, paese di lingua sarda logudorese, si ha la peculiarità, data la vicinanza con Sorso e Sassari, di avere al plurale solo sostantivi di genere maschile: questo deriva da una reinterpretazione della norma del turritano, nel quale, essendo caduta la distinzione fra desinenze plurali maschili e femminili, i sostantivi hanno un'unica uscita per il plurale (è la desinenza /-i/, in quanto il sassarese non contempla /-e/ atona finale).
L'uso della lingua sassarese si estende poi nella restante fascia costiera fino alla foce del Coghinas, nella sua variante castellanese di transizione verso il gallurese, nei comuni di Castelsardo, Tergu e Sedini. Nella città di Sassari, tuttavia, non è mai venuto meno l'uso della preesistente lingua sarda e specificamente logudorese, le cui testimonianze moderne più pregiate si trovano sia nei numerosi e preziosi documenti archivistici della Diocesi sia componimenti più pregiati degli scrittori del XVI secolo.
Sull'origine del sassarese vi sono varie teorie. Per esempio, l'erudito sassarese Enrico Costa scrive «ai Pisani dobbiamo anche il nostro dialetto, che per la maggior parte è quasi lo stesso che vi si parla oggi - una specie di toscano del secolo XIII - corrotto più tardi da un po' di corso e da molto spagnuolo», mentre per lo studioso Mario Pompeo Coradduzza «il sassarese deriva dalla lingua italiana e, più precisamente, dal toscano antico, poi trasformatosi lentamente in dialetto popolare fin dal secolo XII, quando ancora i borghesi e i nobili parlavano in sardo logudorese. Durante l'età del Libero Comune (1294-1323), il dialetto sassarese non era altro che un pisano contaminato, al quale si aggiungevano espressioni sarde, corse e spagnole; non è quindi un dialetto autoctono, ma continentale e, meglio determinandolo, un sotto - dialetto toscano misto, con caratteri propri, diverso dal gallurese di importazione corsa»: entrambi non sembrano propendere per un'influenza più rilevante del sardo rispetto ad altri apporti linguistici.
Secondo il linguista Mauro Maxia, il fondo toscano del sassarese deriva invece dalla lingua corsa, importata dalle numerose famiglie còrse che si stabilirono in città a partire dal periodo giudicale e che nel XVI secolo avrebbero costituito la maggioranza della popolazione cittadina. Le influenze toscane sul sassarese, evidenziate da altri studiosi, sarebbero quindi indirette e riconducibili alla secolare dominazione pisana della Corsica.
Per Antonio Sanna, la lingua che nacque a Sassari divenne patrimonio della popolazione e della classe mercantile, venendo oggi considerata un idioma a sé stante. Anche il linguista Leonardo Sole rimarca come il sassarese sia una lingua a sé stante sostanzialmente di origine sarda, tesi ripresa da altri studiosi tra cui Massimo Pittau.

### Tradizioni e folclore

#### Faradda di li candareri

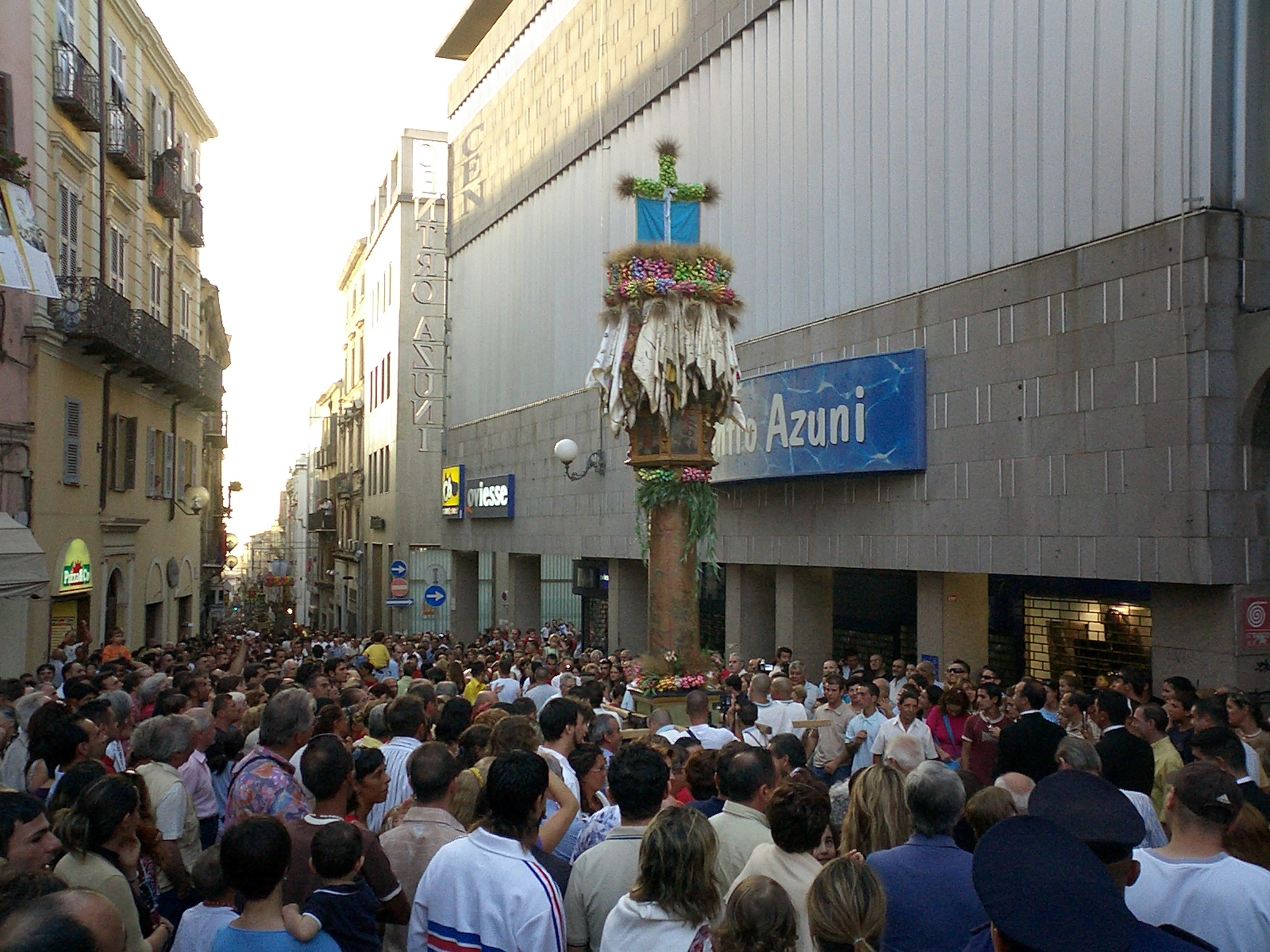
Discesa dei candelieri

Il 14 agosto a Sassari è festha manna, ovvero "festa grande": la città è attraversata dalla Faradda di li candareri (discesa dei candelieri), una processione che viene conclusa da una cerimonia sacra per sciogliere il voto alla Vergine Assunta che, nel XVI secolo salvò la città dalla peste, che vede i cittadini distribuiti tra i diversi gremi (corporazioni medievali di arti e mestieri), portare sulle spalle i candelieri riccamente ornati per le vie della città, danzando fino alla chiesa di Santa Maria di Betlem.
Tale festa è molto sentita dalla popolazione che per l'evento si riversa per le vie del centro storico dal primo pomeriggio sino a tarda notte. Le varie piazze sono invase da musica e canti ma dominante rimane il rimbombo dei tamburi che accompagna la "discesa" dei gremi con i candelieri in spalla.

#### La Cavalcata Sarda
Dal 1711, anno citato da Enrico Costa, la città è teatro anche della Cavalcata sarda, che dal 1951 è organizzata con cadenza annuale nella penultima domenica di maggio. La manifestazione, a carattere laico, consiste nella sfilata di gruppi folcloristici provenienti da varie zone della Sardegna che, appiedati o a cavallo e indossando i propri costumi tradizionali, mostrano al pubblico aspetti etnografici ed enogastronomici della cultura sarda.

#### Festa del Voto
Molto sentita è la cosiddetta Festa del Voto, che si svolge l'ultima domenica di maggio, in ricordo del voto che, durante l'ultima guerra mondiale, fece l'allora arcivescovo di Sassari, Arcangelo Mazzotti, davanti all'antico simulacro della Madonna delle Grazie di San Pietro in Silki, trasportato, nel 1943, per un settenario di preghiera speciale nella Primaziale cittadina nonostante i timori dei bombardamenti. L'arcivescovo promise solennemente che ogni anno si sarebbe svolta una processione, dal duomo alla chiesa di San Pietro, se Sassari fosse stata risparmiata. In città in effetti non si subì alcun bombardamento ma solo pochi danni irrilevanti alla Stazione Ferroviaria, al contrario di Alghero o Cagliari.

### Costume tradizionale

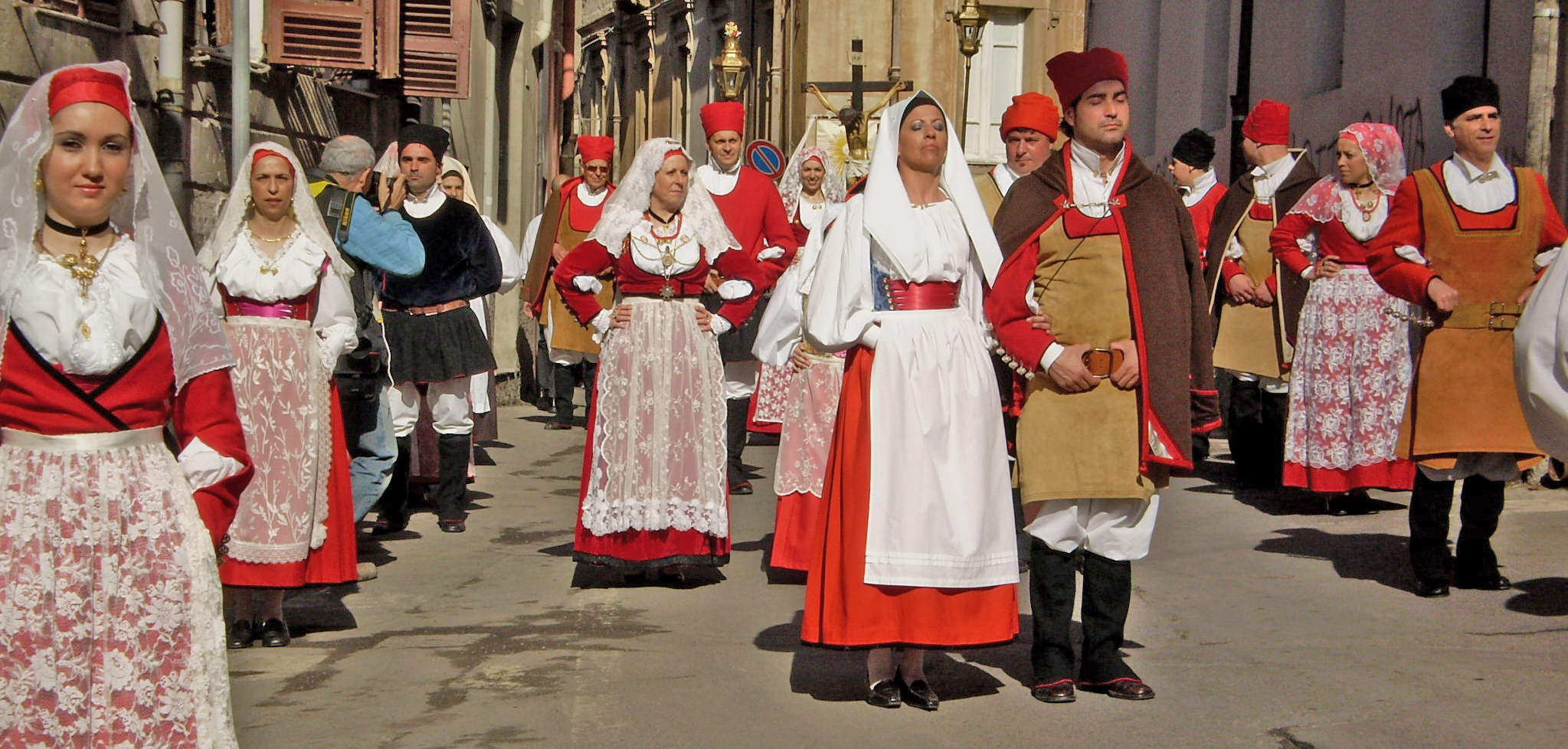
Costume di Sassari

Nel 2002 è stato ricostruito un costume tradizionale, quello rosso degli ortolani di Sassari, sulla base della documentazione iconografica conservata presso l'Archivio storico della città dove si trovano vari tipi di testimonianze documentarie sulle varie popolazioni che venivano a Sassari per vari scopi dal vendere a comprare ma anche per rendere omaggio alla Madonna delle Grazie.

## Cultura

### Università

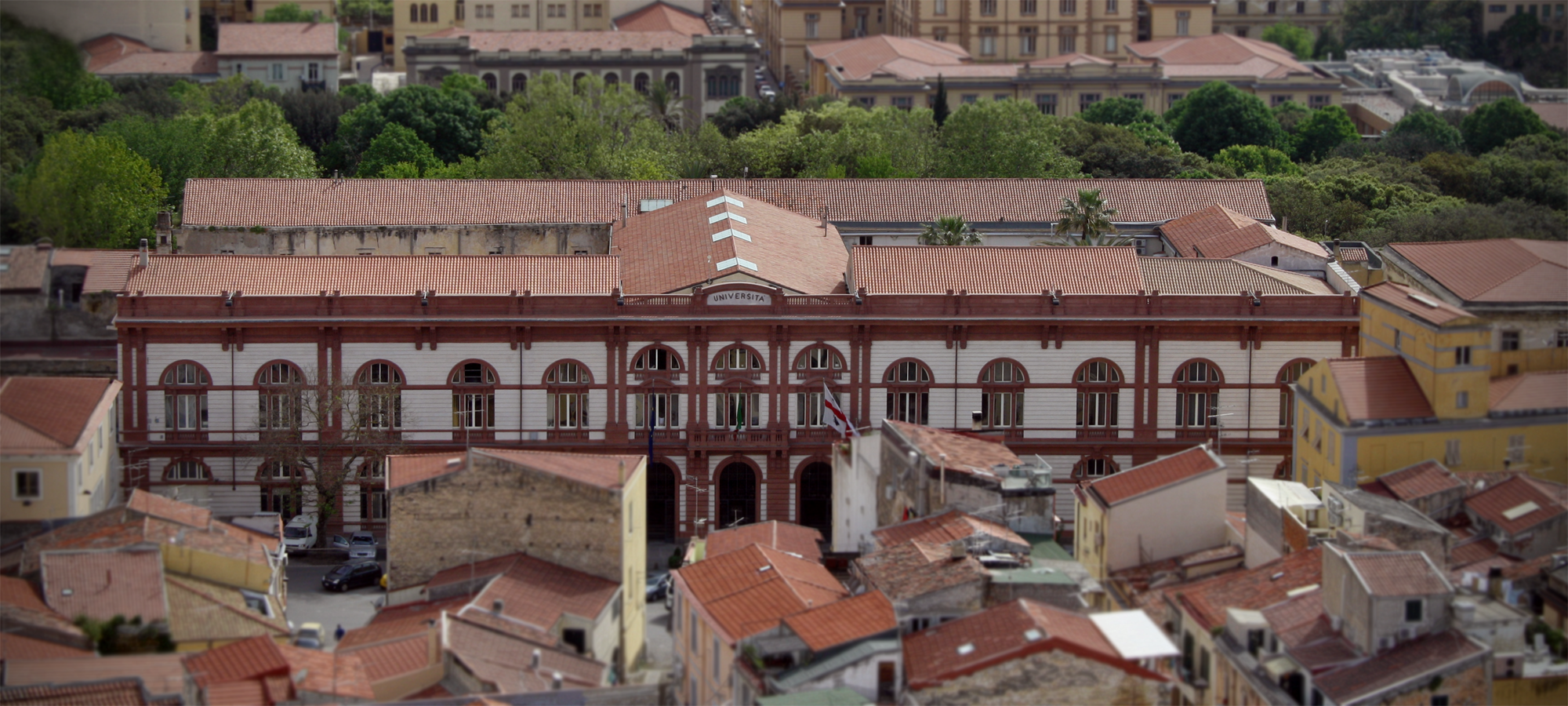
Sede centrale dell'Università

L'Università degli Studi di Sassari, istituita tra il 1562 e il 1617, è tradizionalmente votata allo studio del diritto, dell'agraria e della veterinaria, con posizioni di rilievo nella classifica stilata annualmente dal Censis, che considera come fattori di valutazione produttività, capacità d'attrazione, qualità della ricerca, offerta formativa e relazioni internazionali. Sassari è sede di un master in giornalismo riconosciuto dall'Ordine dei giornalisti e dalla Federazione Nazionale Stampa Italiana. Nel 2012 l'università sassarese ha celebrato i suoi primi 450 anni di storia e per l'occasione, il 21 febbraio, il presidente della Repubblica Giorgio Napolitano si recò in visita ufficiale presso l'ateneo cittadino.
La città è anche sede di un'accademia di belle arti e di un conservatorio di musica.
Nei giorni 4 e 5 dicembre 2014 l'Università di Sassari ha ospitato la dodicesima edizione del Premio nazionale dell'innovazione.

### Scuole secondarie
Sono presenti diversi istituti di istruzione secondaria superiore, ad indirizzo umanistico, scientifico, tecnico e professionale:
- Convitto nazionale Canopoleno con annesse scuole (materna, elementare, media, liceo classico); è l'istituzione educativa più antica della città (1611)
- Istituto professionale per l'industria e l'artigianato Nicolò Pellegrini
- Istituto statale d'arte Filippo Figari
- Istituto statale di istruzione superiore G.M.Devilla
- Istituto tecnico industriale Angioy
- Istituto tecnico agrario Nicolò Pellegrini (con annesso convitto maschile)
- Liceo classico Domenico Alberto Azuni
- Liceo scientifico Giovanni Spano
- Liceo scientifico Guglielmo Marconi
- Liceo statale Margherita di Castelvì

### Media

#### Stampa
Il quotidiano storico della città è La Nuova Sardegna, fondato nel 1891 da Enrico Berlinguer, nonno dell'omonimo segretario del PCI, e ora della società SAE Sardegna spa.
Il 26 marzo 1896 uscì un altro quotidiano cittadino Il Giornale di Sardegna che, per una breve parentesi, si affiancò e si contrappose a La Nuova Sardegna. Di orientamento conservatore, filomonarchico, antirepubblicano, antisocialista, la concorrenza vincente de La Nuova Sardegna ne determinò la chiusura che avvenne il 31 marzo 1900.
Nel 1924 iniziò le pubblicazioni L'Isola, un quotidiano fascista, che dal 1939 ebbe anche una pagina giovanile che divenne pubblicazione autonoma col titolo Intervento. Caduto il regime, si ebbe un graduale processo di defascistizzazione del giornale fin quando nel 1947 la testata cessò le pubblicazioni.
Nel 1981 iniziò le pubblicazioni L'Isola (quotidiano 1981), un quotidiano nato in alternativa a La Nuova Sardegna di Carlo Caracciolo, nel volgere di un anno interruppe le pubblicazioni.
Negli ultimi decenni, diversi editori hanno tentato senza successo l'apertura di un secondo quotidiano cittadino, come il Quotidiano di Sassari negli anni novanta, Il Sardegna Rosso appartenente del gruppo E Polis, fondato nel 2005 e chiuso nel 2010, infine l'edizione locale di Metro attiva dal 2010 e fermata nell'estate 2012.
Fra i periodici attivi troviamo L'Occasione dal 1982, Sassari & Hinterland dal 1996, Piazzaffari dal 1998, Qui Sardegna Nord dal 2001, e SassariCity dal 2012.
Fino al 2012 si stampava Il sassarese, fondato nel 1973, fino alla scomparsa del direttore e fondatore Pino Careddu nel gennaio 2008 si stampava Sassari Sera, fondato nel 1961 e fino al 1886 si stampava il periodico La Stella di Sardegna, fondato nel 1875 da Enrico Costa. In città sono presenti diversi editori, fra cui Carlo Delfino Editore, Tipografia Gallizzi, Edizioni Segnavia, Isola Felice, Composita, Stampacolor, EDES Edizioni Democratiche Sarde, J. Webber Editore e Mare Nostrum Editrice.

#### Televisione
In città è presente una sede distaccata della Rai e gli studi dell'emittente UNO4.

#### Radio
Tra le emittenti radiofoniche gestite per intero a livello locale si segnalano Radio Venere, oltre ad essere presente una sede locale di Radio Lattemiele che si occupa anche di programmazione locale.

### Musei

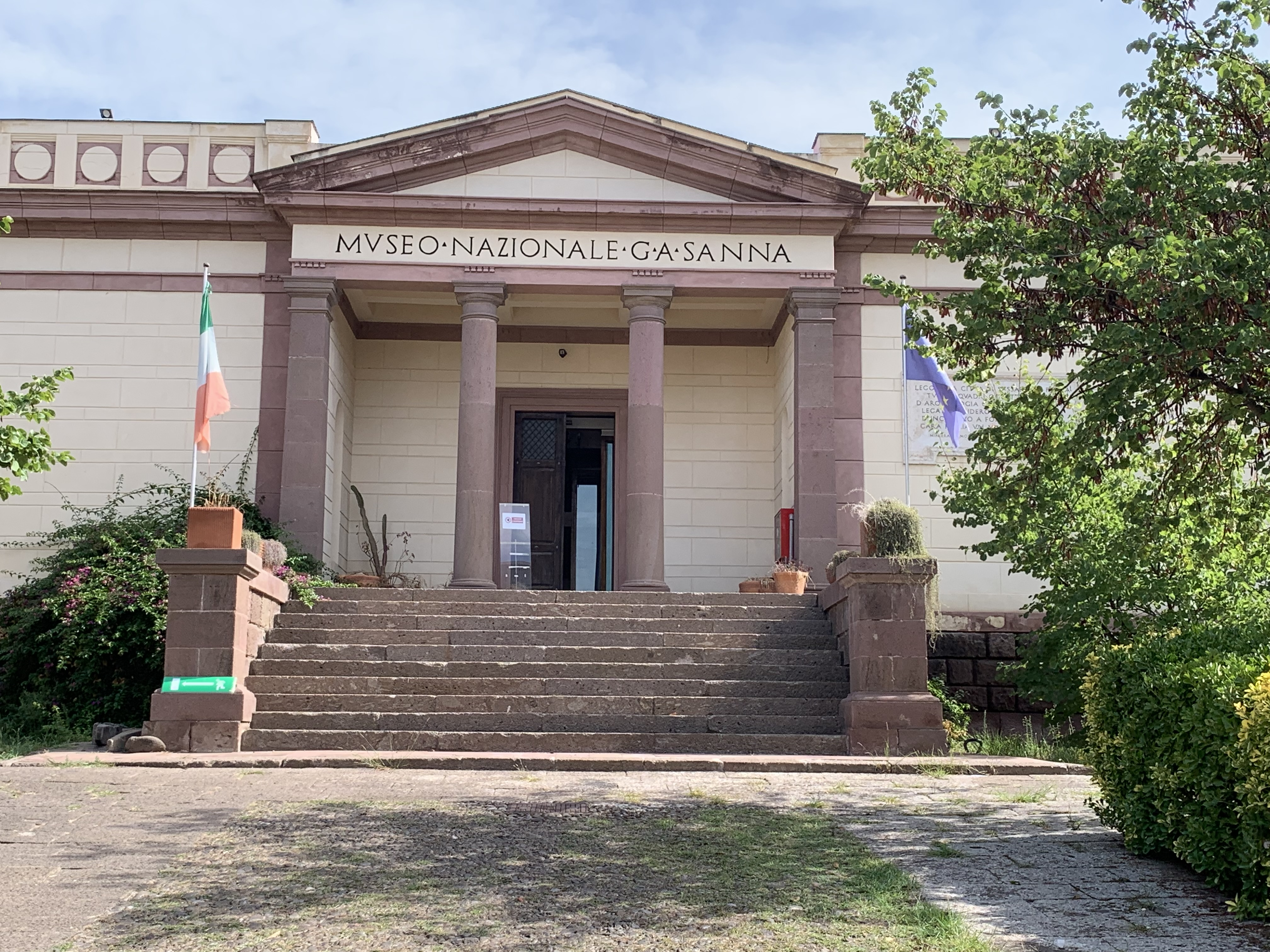
Museo Archeologico Nazionale G.A. Sanna

- Museo nazionale archeologico ed etnografico G. A. Sanna, detto anche Museo Sanna[54]
- Museo della Brigata Sassari, ospitato nella Caserma La Marmora[55]
- Pinacoteca Nazionale di Sassari, nell'ex-seminario-convitto gesuitico Canopoleno[56]
- Museo d'arte contemporanea Masedu, detto anche Museo Masedu
- Museo dell'arte del novecento e del contemporaneo, detto anche Museo Biasi
- Palazzo della Frumentaria
- Museo etnografico Francesco Bande, detto anche Museo Bande[57]
- Collezione Sironi, presso la sede del Banco di Sardegna[58]
- Museo Diocesano, presso la cattedrale di San Nicola e la chiesa di San Michele[59][60]
- Museo storico della città di Sassari, presso il Palazzo di città[61]
- Ecomuseo dell'Acqua e del Mare, presso la palazzina ottocentesca dell'ex Acquedotto
- Museo dei Gremi e dei Candelieri[senza fonte]
- Museo universitario geomineralogico "Aurelio Serra".[62]
- Museo della scienza e della tecnica, collezione anatomica Luigi Rolando. Dipartimento di Scienze Biomediche, sezione Anatomia Umana Normale[63]
- Museo della scienza e della tecnica, collezione entomologica. dipartimento di protezione delle piante[64]
- Museo della scienza e della tecnica, collezione di botanica farmaceutica. Dipartimento di scienze del farmaco[65]
- Museo della scienza e della tecnica, collezione zoologica. Dipartimento di zoologia e antropologia biologica[66]
- Museo della scienza e della tecnica, collezione di fisica. Struttura dipartimentale di matematica e fisica[67]
- Museo di storia dell'agricoltura e collezione agronomica. Dipartimento di scienze agronomiche e genetica vegetale agraria[68]
- Museo del Forte Romano, località La Crucca
- Museo delle macchine agricole[69]
- Museo dell'artigianato e del design[70]

### Teatro

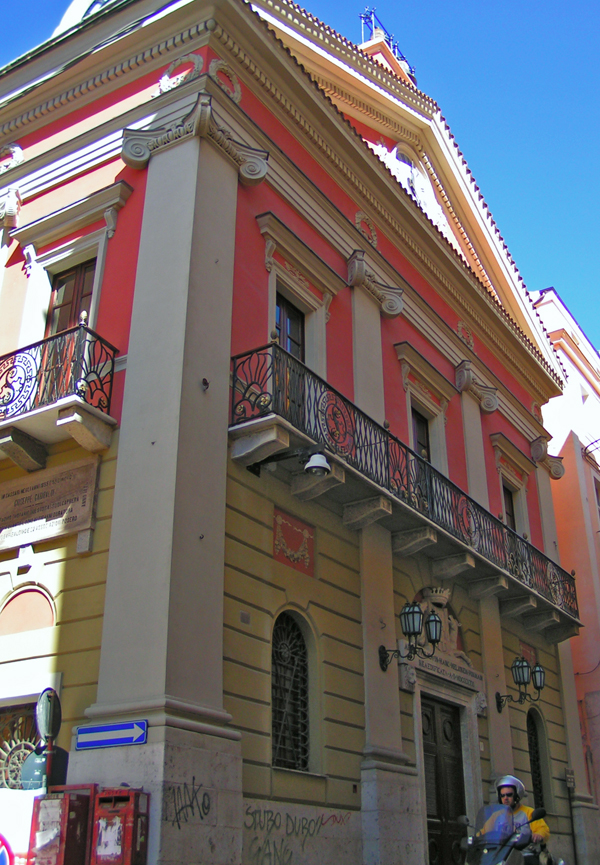
Teatro civico

Sono attualmente presenti sei teatri: il Teatro Verdi, il Teatro Ferroviario, il Teatro Civico, il Teatro Smeraldo, il CineTeatro Astra e il nuovo Teatro Comunale. 
Esiste una lunga tradizione di recitazione in vernacolo sassarese, con decine di spettacoli in cartellone ogni anno e diverse compagnie attive, fra cui "Paco Mustela", "La Quinta", "La Frumentaria", la "Compagnia Teatrale Nino Costa" e "Teatro Sassari". Altre compagnie attive in città sono la "Compagine Teatrale Ouroboros", i "Meridiano Zero", "Theatre En Vol", "S'Arza" e "Gurdulù Teatro", oltre a un Teatro Stabile d'innovazione per l'infanzia e la gioventù (ex teatro ragazzi) della compagnia "La botte e il cilindro" e dal 2007 un teatro di prosa in lingua italiana, "Arts Tribu". Quest'ultimo gestisce la Scuola di Teatro della Città di Sassari. Dal 2023 è inoltre attiva la compagnia "Gli Scheletri Nell'Armadio", che propone anch'essa un repertorio in lingua italiana e che ha già presentato diverse opere in prima nazionale di autori internazionali, tra cui Theresa Rebeck.

### Cinema
La città è sede dal 2006 del Sardinia Film Festival, premio cinematografico internazionale dedicato al cortometraggio. Nel 2012 le opere presentate, tra cui cortometraggi di fiction, animazione, documentari, videoarte e sperimentali, sono state circa mille, rappresentate da registi provenienti da sessanta nazioni.
Nel 2000 è stato girato in città il film Un delitto impossibile del regista Antonello Grimaldi tratto dal romanzo Procedura di Salvatore Mannuzzu, già vincitore del premio Viareggio. 
Nel 2007 il regista Malachi Bogdanov ha girato interamente nel centro storico di Sassari The Mandrake Root, dall'opera di Machiavelli La mandragola. 
Nel 2013 è stato girato in città il film drammatico Perfidia, del regista sassarese Bonifacio Angius, che ha partecipato all'edizione 2014 del Festival di Locarno.
In città sono state girate alcune scene del film d'esordio del trio comico Pino e gli Anticorpi Bianco di Babbudoiu, uscito nelle sale cinematografiche nel marzo del 2016.

### Musica
Fra i principali cantautori in sassarese troviamo Ginetto Ruzzetta, Tony Del Drò, Giovannino Giordo, Franco Russu, Trio Latte Dolce e i gruppi Trio Folk "Sassari in casthurina" e La cumpagnia. In città si sono sviluppati gruppi di musica leggera di fama nazionale, come i Bertas e i Tazenda, che hanno partecipato al Festival di Sanremo, più altri gruppi come il Coro degli Angeli. In ambito jazz spicca il musicista, compositore e membro della prestigiosa Recording Academy (Grammy Awards) Roberto Tola, passato alla ribalta della critica internazionale negli ultimi anni, grazie a molteplici premi internazionali vinti per la sua attività musicale, in tutto il mondo, fra cui l'Independent Music Awards, l'Hollywood Music Awards ed il Global Music Awards.
Sassari offre inoltre un panorama di associazioni che hanno ricevuto importanti riconoscimenti a livello internazionale, come il Corpo bandistico Luigi Canepa, la più antica formazione bandistica sassarese, fondato alla metà del 1800 come banda civica dallo stesso illustre compositore, l'Associazione Corale Luigi Canepa il più antico gruppo corale in Sardegna, l'Associazione polifonica Santa Cecilia e il coro dell'Associazione musicale "Gioacchino Rossini". Il conservatorio cittadino è intitolato al musicista e compositore Luigi Canepa.
Dal 1942, l'Ente concerti Marialisa De Carolis è responsabile per la tradizionale stagione lirica che fino al 2011 era ospitata nello storico Teatro Verdi. Per la 69ª stagione lirica, l'opera Roméo et Juliette di Charles Gounod ha inaugurato nell'ottobre 2012 il più grande e tecnologicamente avanzato teatro comunale di piazza Cappuccini, spazio che dominerà la nuova cultura musicale di Sassari.
Inoltre, nel panorama jazzistico, la città è sede dell'Orchestra Jazz della Sardegna la quale organizza Scrivere in Jazz, importante concorso di composizione jazzistica, e vari eventi come Time in Sassari, legato al festival Time in Jazz.

### Letteratura
- I capitoli dal XV al XVIII di Sardegna come un'infanzia di Elio Vittorini sono dedicati alla descrizione di Sassari.
- Sassari è citata in Lessico famigliare di Natalia Ginzburg, il cui padre è stato professore nell'università cittadina, nel famoso passo sul mezzorado.[72]
- Nel racconto Trippoli, tratto da Amori sospesi di Alberto Asor Rosa, la studentessa preferita del protagonista dichiara che si dovrà trasferire a Sassari e frequentare il prestigioso liceo cittadino.

### Cucina
La cucina tipica sassarese è ricca e variegata, composta da molte pietanze fortemente legate alla tradizione contadina della città ma diffusa e legata anche alle tradizioni dei centri vicini. Le verdure sono infatti regine nella maggior parte delle pietanze locali, assieme alle parti meno pregiate degli animali da macello, in particolare agnello e maiale (agnoni e porchu). Gli ortaggi più conosciuti ed utilizzati della cucina sassarese sono la melanzana (mirinzana), la cipolla (ziodda) e le fave (faba).
Tra i primi piatti troviamo la mineshtra e fasgiori o mineshtra e patati, una zuppa preparata con fagioli, patate, lardo, finocchietto selvatico e pomodori secchi. La classica fabadda viene tradizionalmente preparata nel periodo di carnevale: è una zuppa molto densa a base di fave secche, cavolo, finocchi, cotenna e carne di maiale. In genere è consumata in occasioni conviviali, con larga presenza di parenti o amici. Tra i primi a base di pasta ricordiamo i giggioni, ossia gli gnocchi conditi con sugo di salsiccia. Altri piatti a base di verdure sono le fave cotte a ribisari, cioè lessate e condite con aglio e prezzemolo; e i carciofi, preparati tradizionalmente con le patate (ischazzofa e patati).
Tra i secondi piatti, principalmente a base di carne, troviamo la cordula con piselli, un piatto preparato con le interiora dell'agnello avvolte nell'intestino e cotte con piselli, cipolle e salsa di pomodoro; la trippa cotta nel sugo di pomodoro da mangiare spolverata di abbondante pecorino grattugiato; i pedi d'agnoni, ovvero i piedini dell'agnello cotti in salsa di pomodoro oppure con solo aglio e prezzemolo. Un posto importantissimo, ma peculiare in realtà dell'attiguo centro di Ossi, occupano le chiocciole (spesso chiamate lumache) nelle loro varie pezzature: dalle lumachine "Theba pisana"(ciogga minudda) lessate con delle patate, alle lumache "Eobania vermuculata" (ciogga grossa) preparate con un sugo piccante o con aglio a prezzemolo- i lumaconi "Helix aspersa" (coccoi) che vengono serviti ripieni di un impasto di formaggio, uova, prezzemolo spezie e pangrattato. Non mancano le monzette (lett. "suorine" per via del cappuccio bianco a chiusura del guscio), cotte in padella con aglio, olio, prezzemolo.
Il piatto tipico più conosciuto è invece lo ziminu, zimino, cotto in grabiglia, cioè le interiora del vitello come diaframma (parasangu), intestino (cannaculu), cuore, fegato e milza, cotte in graticola sulla brace. Alla brace vengono preparate anche le sardine, anche queste molto apprezzate dai sassaresi.
Tra i dolci, oltre a quelli tipici della Sardegna settentrionale come papassini, tiricche e seadas, sono proprie della città e dei dintorni le frittelle lunghe (li frisgiori longhi o "sas frigjolas"): preparate principalmente durante il carnevale, sono fatte di un impasto di farina, acqua, zucchero, anice e scorza d'arancia grattugiata, fritto in forma di lunghi cordoni. Piatto tipico "adottato" è la fainé genovese. È ottenuta da un impasto molto semplice di farina di ceci, olio, acqua e sale (spesso arricchita da più ingredienti a piacere come le cipolle o le salsicce), cotta in teglia ad alta temperatura e servita già tagliata, spesso con pepe nero tritato. Viene preparata in alcuni locali tipici (dove è l'unico piatto servito) ma anche in molte pizzerie e paninoteche.

## Geografia antropica

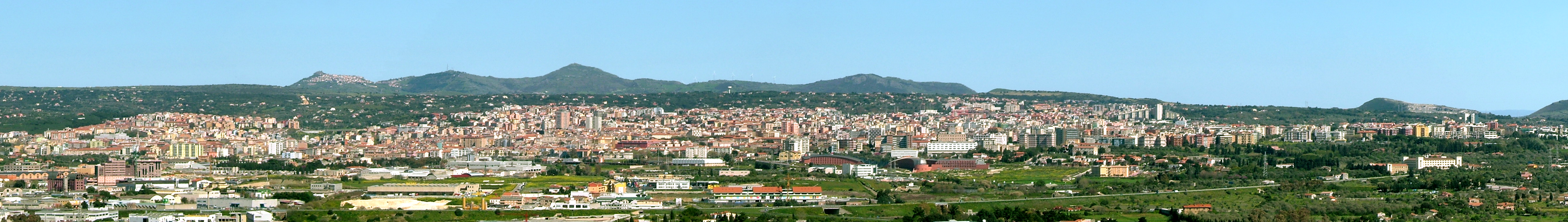
Il centro di Sassari visto da monte Oro: sullo sfondo Osilo e l'Anglona, in basso il tracciato della strada provinciale ex SS 131

### Suddivisioni storiche e amministrative
La città era suddivisa in dieci circoscrizioni, ridotte a sei dalle elezioni comunali del 3 maggio 2000 e a quattro dalle elezioni del 31 maggio 2010. Dalle elezioni amministrative del 25 maggio 2014 è rimasta una sola circoscrizione, la Circoscrizione Unica, che rappresenta il territorio della Nurra di Sassari.

## Economia

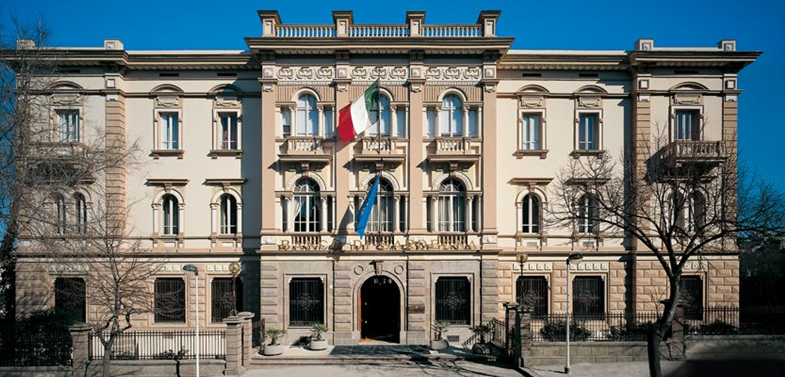
Palazzo della Presidenza del Banco di Sardegna

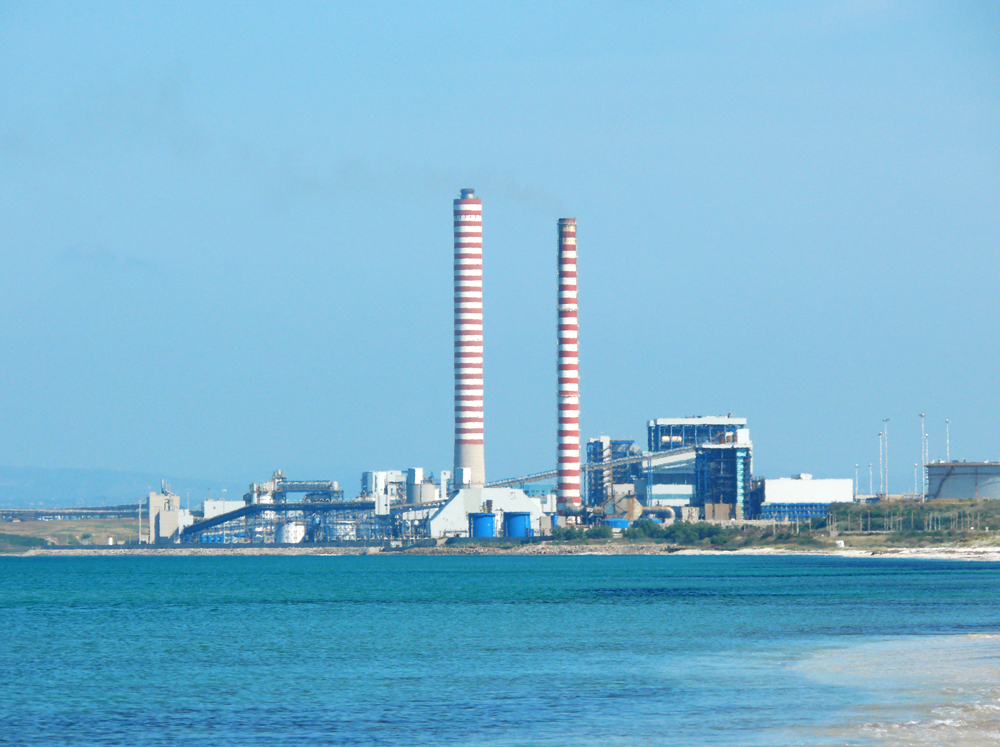
Centrale termoelettrica EPH di Fiume Santo

L'economia della città è incentrata sul terziario avanzato, in particolare nei servizi al territorio, la grande distribuzione e la gestione amministrativa del nord Sardegna; la grande industria è localizzata in località Fiume Santo ove è presente una centrale termoelettrica, mentre numerose sono le piccole e medie imprese, dislocate nell'area industriale di Predda Niedda, di Muros e nel nuovo insediamento produttivo di Truncu Reale, sito a poca distanza dal complesso petrolchimico di Porto Torres.
Notevole importanza ha assunto il settore finanziario che vede Sassari sede delle principali banche dell'isola, il Banco di Sardegna e la Banca di Sassari, oltre che della Sardaleasing, leader nella locazione finanziaria.
Nel territorio sono ancora in attività produzioni agricole tradizionali come quella olearia, ortofrutticola, vinicola, casearia e tessile. È sede di numerosi enti di ricerca (come quelli universitari, del CNR, l'Istituto zooprofilattico sperimentale della Sardegna, il Servizio agro-meteorologico della Sardegna, l'Agenzia regionale per la protezione ambientale, l'Istituto zootecnico caseario della Sardegna, l'Ufficio studi della Confcommercio) ed istituzioni locali.

## Infrastrutture e trasporti

### Strade
La SS 131 Carlo Felice collega Sassari con Porto Torres, con il centro e con il sud della Sardegna. La SS 597 di Logudoro collega la città al Monteacuto, alla Gallura e ad Olbia, mentre la SS 291 della Nurra la collega ad Alghero. La SS 672 Sassari-Tempio a scorrimento veloce collega invece Sassari a Tempio Pausania, costituendo una variante del tortuoso tracciato della SS 127 Settentrionale Sarda che attraversa l'Anglona, dalla quale prende il nome anche la SS 200 dell'Anglona, che raggiunge Sennori, Sorso e Castelsardo. La Strada Provinciale 15/M a scorrimento veloce collega Sassari con Ittiri.

### Ferrovie

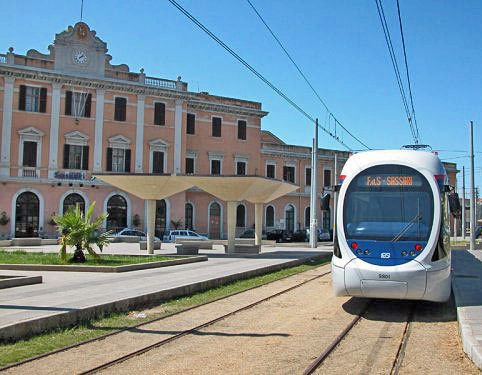
Stazione ferroviaria e Tram Sirio

Sassari è attraversata dalla ferrovia Ozieri Chilivani-Porto Torres Marittima di RFI, su cui Trenitalia esercita relazioni con Olbia, Cagliari (entrambe con snodo ad Ozieri-Chilivani) e Porto Torres. È inoltre collegata ai vari comuni limitrofi tramite linee regionali a scartamento ridotto (ARST). Queste ferrovie, sono non elettrificate, e l'intero parco rotabile è costituito da automotrici e locomotori a trazione termica (diesel). I collegamenti principali sono con Alghero e con Sorso, più uno esclusivamente turistico con Tempio e Palau. 
Numerose le stazioni attive sia in città che nella sua periferia per il servizio di trasporto pubblico. Presso la stazione centrale di Sassari è esistente anche un centro intermodale merci, che consente la movimentazione dei container tra il gommato ed il ferroviario, sebbene non in uso dal 2011.

### Aeroporti
Lo scalo aeroportuale a cui fa riferimento la città è l'Aeroporto Internazionale di Alghero-Fertilia, distante 25 km

### Mobilità urbana

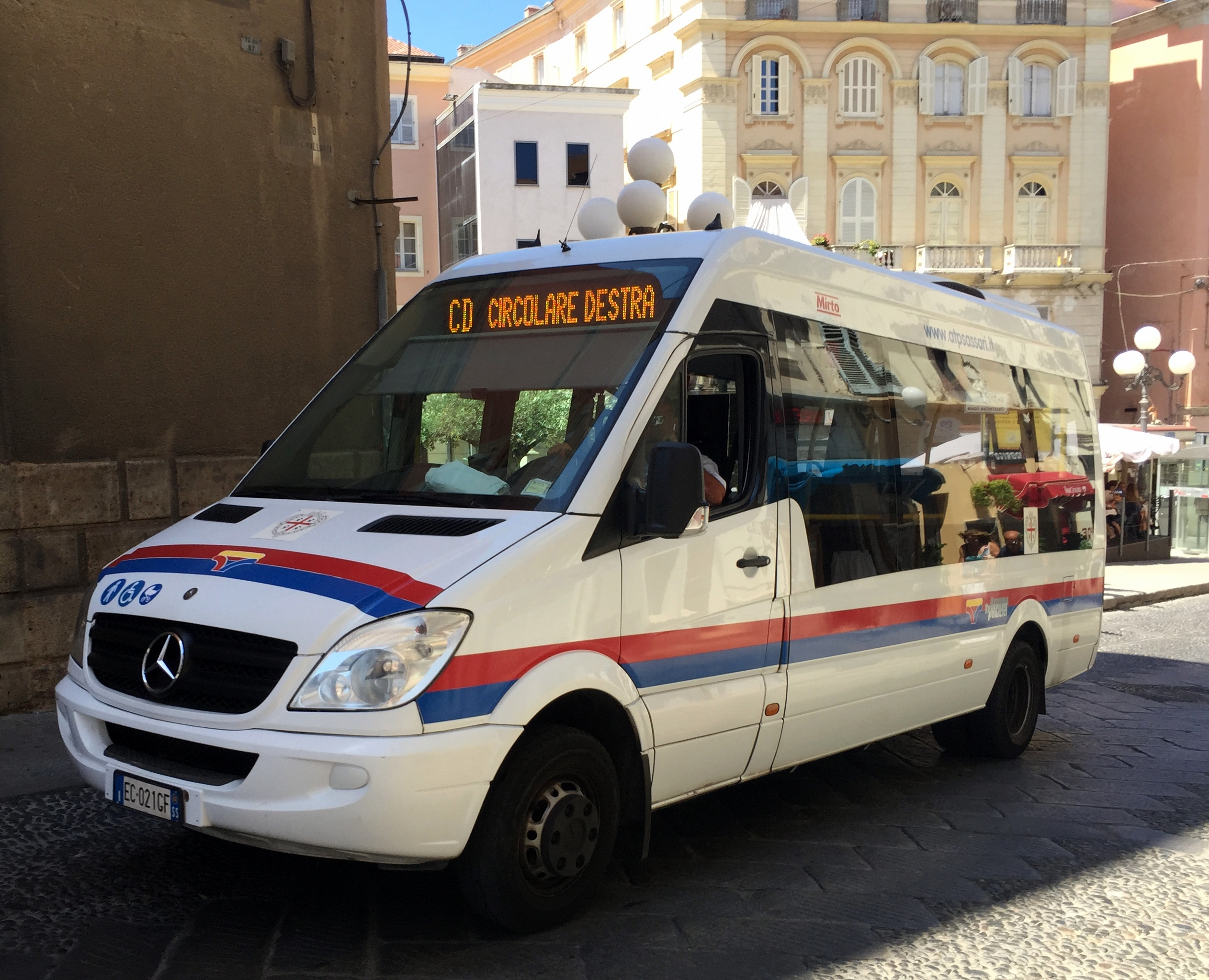
Minibus dell'ATP nel centro storico

I trasporti urbani e interurbani di Sassari vengono svolti con autoservizi di linea gestiti dall'Azienda Trasporti Pubblici Sassari (ATP).
La tranvia di Sassari è gestita dall'ARST. La prima linea della metrotranvia, inaugurata il 27 ottobre 2006, collega il quartiere di Santa Maria di Pisa alla stazione, all'Emiciclo Garibaldi ed alle Cliniche Universitarie.

## Amministrazione

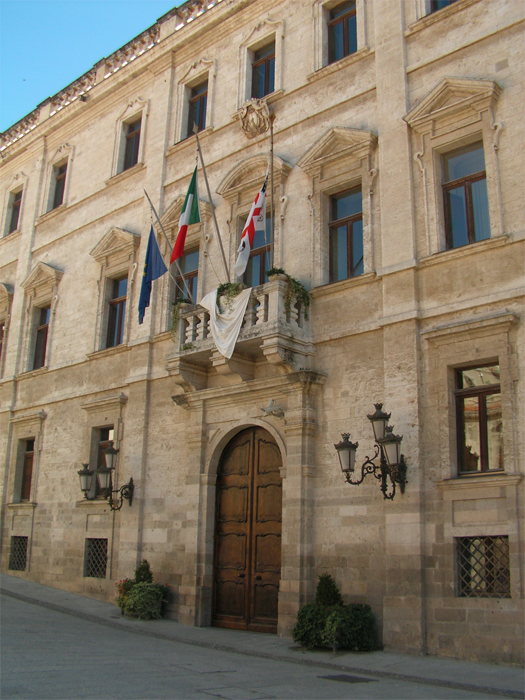
Palazzo Ducale, sede del Comune

Gonfalone comunale

### Consolati
- Francia
- Senegal

### Gemellaggi
- Gorizia dal 1983
- Timișoara dal 1990
- Cerano (Italia)

#### Gemellaggi folcloristici
- Gubbio dal 2002 fra la Faradda e la Festa dei Ceri
- Viterbo dal 2006 fra Faradda e la festa della Macchina di Santa Rosa
- Nola dal 2006 fra la Faradda e la Festa dei Gigli
- Palmi dal 2006 fra la Faradda e la Varia
- Napoli dal 2009 fra la Faradda e la festa della Madonna della Neve
- Campobasso dal 2009 fra la Faradda e la Processione dei Misteri

#### Gemellaggi artistici
- Barcellona dal 2010[74]

## Sport

### Baseball e softball
Serie C1: S.S.D. Yellow Team Sassari Baseball
Serie B: A.S.D. Black Sheep Baseball & Softball Sassari

### Calcio
Serie C: S.E.F. Torres 1903, che ha visto la semifinale play-off per l'accesso alla Serie B come massimo risultato conseguito sul campo.
Serie D: Sassari Calcio Latte Dolce (che porta il nome dell'omonimo quartiere)
Eccellenza: Li Punti.
Promozione: Lanteri Sassari.
Prima categoria: Campanedda, San Paolo.
Seconda Categoria: Sporting Sassari, ASD Centro Storico, Ottava.
Terza Categoria:  3 Stelle, U.S.D. Wilier, Fulgor Sassari, Caniga, Santa Maria di Pisa, Marzio Lepri, Gymnasium Sassari, Deportivo Baddelonga
Serie B femminile: Sassari Torres Calcio Femminile, vincitrice di 7 scudetti, 8 coppe Italia e 7 supercoppe italiane
Serie C1 maschile Calcio a 5: Ichnos Calcetto Sassari, fondata nel 1998

### Equitazione
Società Ippica Sassarese

### Karate
Shotokan Karate Club Sassari

### Kendō
Shardana Kendo Sassari

### Lotta
Athlon Sassari

### Judo
Judo Club Torres
Asd Guido Sieni

### Muay thai
A.S.D. Accademia Moros
TARANTINI Kai Muay Fight Club Muay Thai Boxing

### Nuoto
SPORTER Sassari
A.P.D. Sport Full Time Sassari

### Scherma
A.S.D. Circolo schermistico sassarese
A.P.D. Sport Full Time Sassari

### Pallacanestro
Serie A (maschile): Dinamo Basket Sassari, vincitrice di uno Scudetto italiano, 2 Coppe Italia, 2 Supercoppe e una FIBA Europe Cup
Divisione Nazionale C (maschile): Sant'Orsola Sassari
Serie C regionale (maschile): SEF Torres Sassari
Serie D regionale (maschile): Dinamo 2000 Sassari
Serie A3 (femminile): Sant'Orsola Team 98 Sassari
Serie A-1 Pallacanestro in carrozzina: Anmic Sassari, vincitrice di sei scudetti.

### Pallamano
Serie A1 maschile: Handball Sassari
Serie A2 maschile: Verdeazzurro Sassari
Serie A2 femminile: Lions Sassari 2012

### Pallavolo
Serie B italiana di pallavolo maschile:Silvio Pellico 3P
Serie C regionale femminile: Silvio Pellico 3P
Serie D provinciale femminile: San Giuseppe e Orion Sassari
1°,2ª e 3ª divisione: Punto Volley

### Pugilato
Boxing Club Domenico Mura

### Rugby
Serie C: ASD Rugby Sassari
Serie C: Bulldog Rugby Club Sassari

### Scacchi
Serie A2-B e C: A.S.D. Scacchi Torres

### Softball
Serie B femminile: A.S.D. Sassari Baseball Softball Club

### Tennis
Serie A2 maschile: Torres Tennis Sassari

### Tennistavolo
Campionati Nazionali Serie A2, B2, C1 maschile: ASD Tennistavolo Sassari
Campionati Nazionali Serie A2, B femminile: ASD Tennistavolo Sassari
Campionati Nazionali Serie A2 Paralimpica: ASD Tennistavolo Sassari

### Tiro con l'arco
A.S.D. Arcieri Torres Sassari

### Tiro a segno

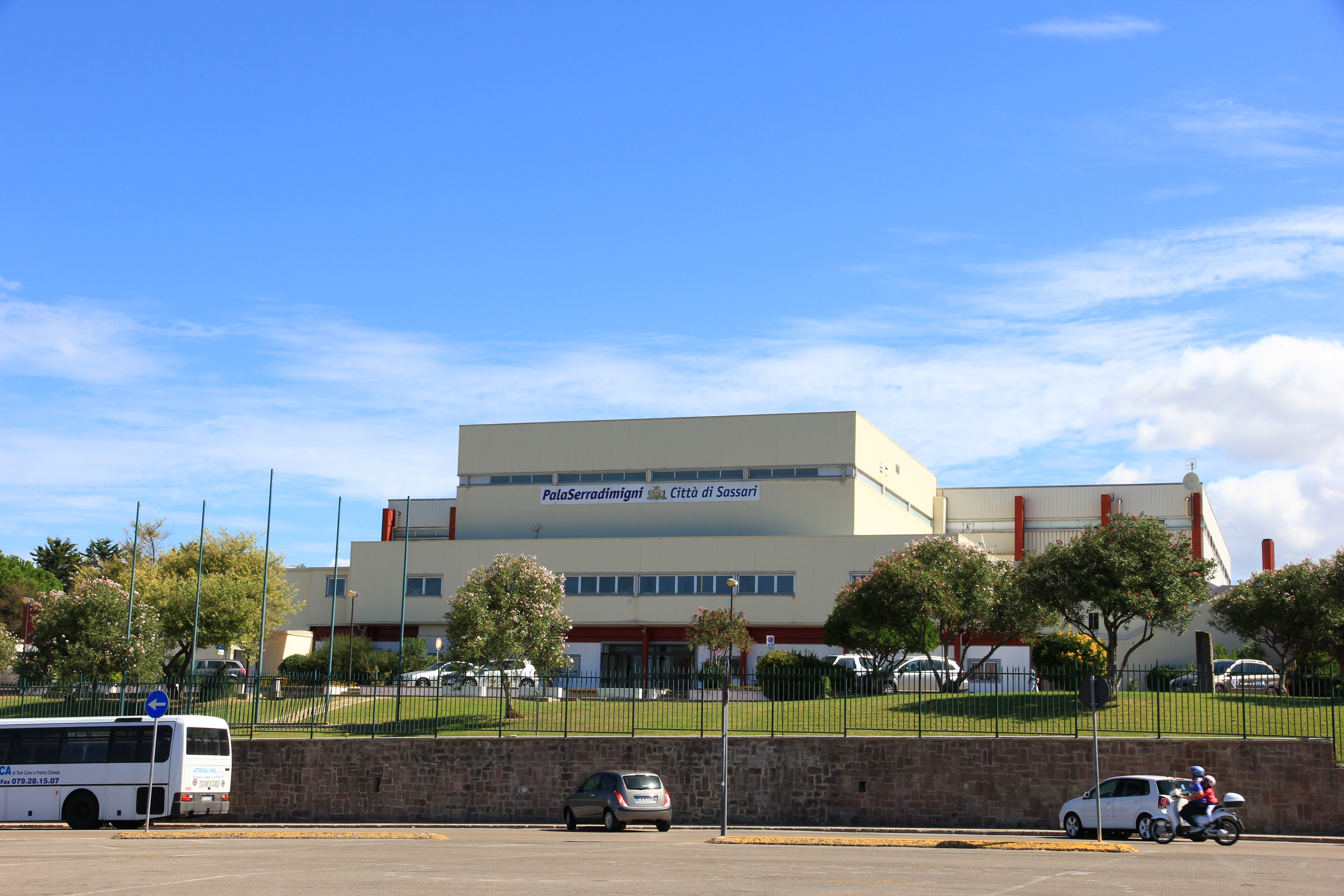
Palasport Serradimigni

Tiro a Segno Nazionale - Sezione di Sassari

### Impianti sportivi
- Campo Comunale Baseball e Softball Li Punti Gestione Black Sheep Baseball & Softball Sassari ( Baseball e Softball)
- Stadio Vanni Sanna (calcio)
- Palasport Roberta Serradimigni (pallacanestro, pugilato, scherma, arti marziali, pesistica, attrezzistica)
- Stadio dei Pini Tonino Siddi (atletica leggera)
- Palasport Gigi Santoru (pallamano)

### Eventi sportivi
- Dal 28 aprile al 3 maggio 1966 la città ha ospitato la XX edizione dei Campionati Nazionali Universitari, organizzati dal CUS Sassari.
- Il 27 maggio 1991, due semitappe della 2ª tappa del 74º Giro d'Italia, una prova in linea e una cronometro individuale, si sono concluse a Sassari con le vittorie di Gianni Bugno e Gianluca Pierobon.
- Dal 24 al 26 settembre 1999 presso la Torres Tennis si è tenuto il turno di qualificazione della Coppa Davis contro la Finlandia, vinto dall'Italia per 3-2.
- Il 13 maggio 2007, la 2ª tappa del 90º Giro d'Italia è transitata a Sassari e si è conclusa con la vittoria di Robbie McEwen.
- Dal 14 al 17 aprile 2011 si è tenuta la terza prova della Coppa del Mondo di Pentathlon moderno.
- Dal 24 al 26 maggio 2012 presso il PalaSantoru si sono tenute le gare di pallamano dei XVI Jeux des îles.
- Il 15 e 21 agosto 2012 al PalaSerradimigni si sono svolti due incontri per la qualificazione nel gruppo F agli europei di pallacanestro del 2013, contro il Portogallo e la Turchia, vinti dall'Italia per 97-45 e 78-69.
- Il 30 giugno 2013 al PalaSerradimigni si è tenuto un incontro per la qualifizione nel girone B della World League di pallavolo, contro l'Iran, vinto dall'Italia per 3-2.
- Dal 1° al 3 agosto 2014 al PalaSerradimigni si sono svolti gli incontri del girone C del World Grand Prix 2014, fra Italia, Brasile, Cina e Repubblica Dominicana.
- Ogni anno si tiene il Torneo Internazionale Città di Sassari di lotta libera e greco-romana, arrivato nel 2011 alla XVI edizione.
- Ogni anno si tiene il Torneo Città di Sassari e il Torneo Lago di Baratz di tiro con l'arco, giunti nel 2011 alla XXIII e XIII edizione. A Sassari si sono svolti gli Europei Indoor del 2004 con 34 Nazioni presenti, la finale dell'European Grand Prix del 2006 con 35 Nazioni, il campionato Italiano 3D nel 2009, il Campionato Europeo 3D nel 2010 con 19 Nazioni, nel 2011 il XXIII Campionato Italiano Para Archery per atleti disabili.
- Ogni anno si tiene la Coppa Città di Sassari di Scacchi arrivata nel 2011 alla XXXIII edizione, torneo omologato da FSI e FIDE.